# Gabinete (habitación)

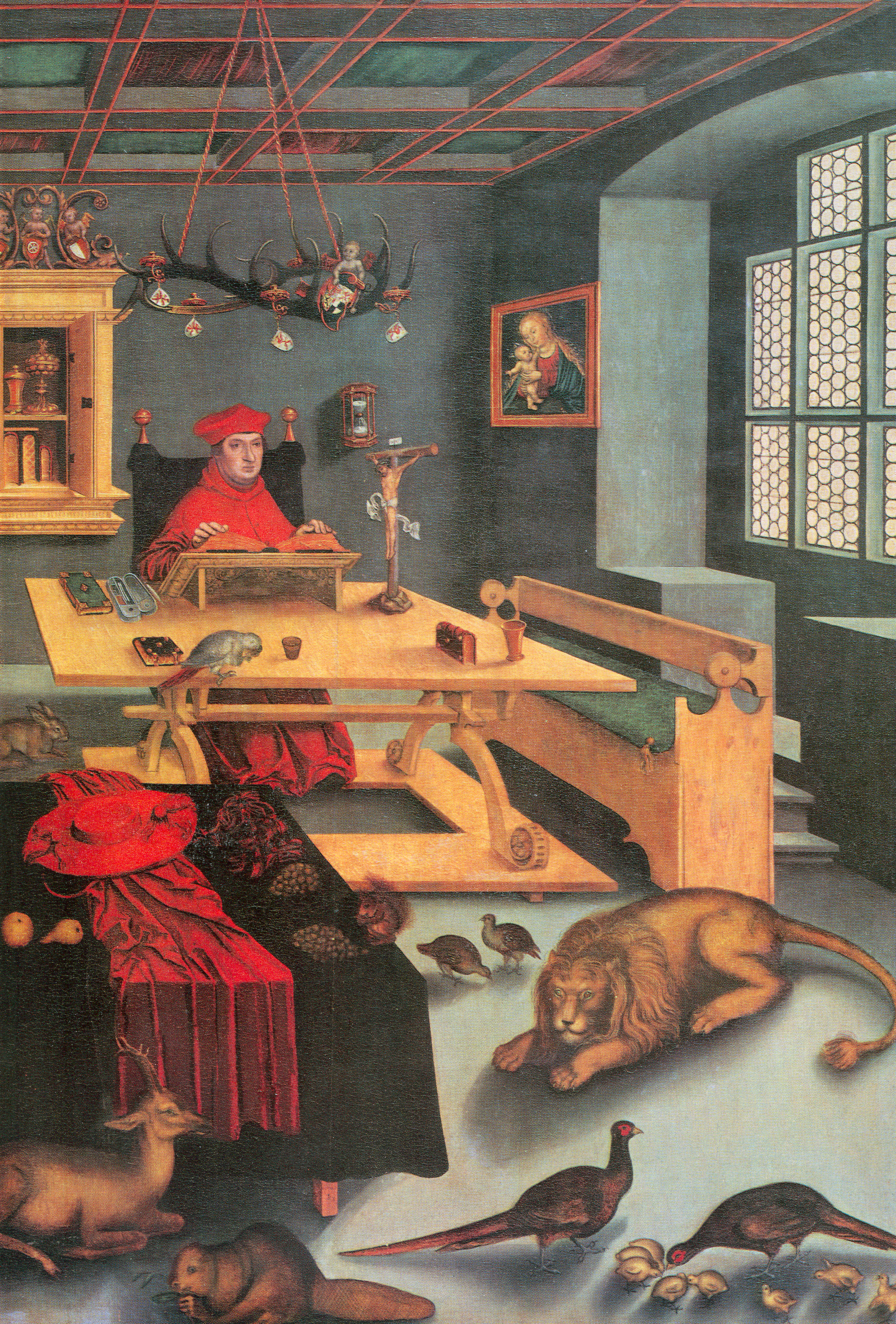
El cardenal Alberto de Brandeburgo como San Jerónimo en su estudio o gabinete, por Lucas Cranach el Viejo, 1526.

Gabinete (del francés antiguo gabinet, modernamente cabinet, o del italiano gabbinetto, diminutivo de gabbia, del latín cavea) es una habitación privada de casas particulares y palacios europeos desde la Edad Moderna. Sirven como piezas destinadas al descanso o al estudio (como los studiolo del Renacimiento italiano o los estudios más modernos), habitualmente de un caballero (el señor de la casa). Se amueblaban con mobiliario adecuado a su función, incluyendo libros (biblioteca) y obras de arte; originando la tipología o género denominado "pintura de gabinete", que por su reducido tamaño, adecuado al espacio, exige una contemplación cercana.
A finales de la Edad Media, las casas solariegas de la aristocracia y gentry inglesa incluían una habitación denominada solar o great chamber, con una función más secular que la que cumplían los oratorios privados. Tales habitaciones se podían usar también con otras funciones, como despacho o cuarto de estar (sitting room o living room), dado que la calefacción de las grandes salas de castillos y mansiones era dificultosa, y el confort de una pequeña habitación era mucho mayor. También ofrecían una mayor privacidad, tanto frente a visitas como a otros miembros de la familia o a la servidumbre. Típicamente, un gabinete estaría al servicio de un solo individuo, de modo que una casa debería tener al menos dos (una para el señor y otra para la señora de la casa), y a menudo más. Entre otras denominaciones similares, en distintos idiomas, están cabinet, closet, study, office y boudoir (esta, específicamente para una dama).

## Renacimiento italiano

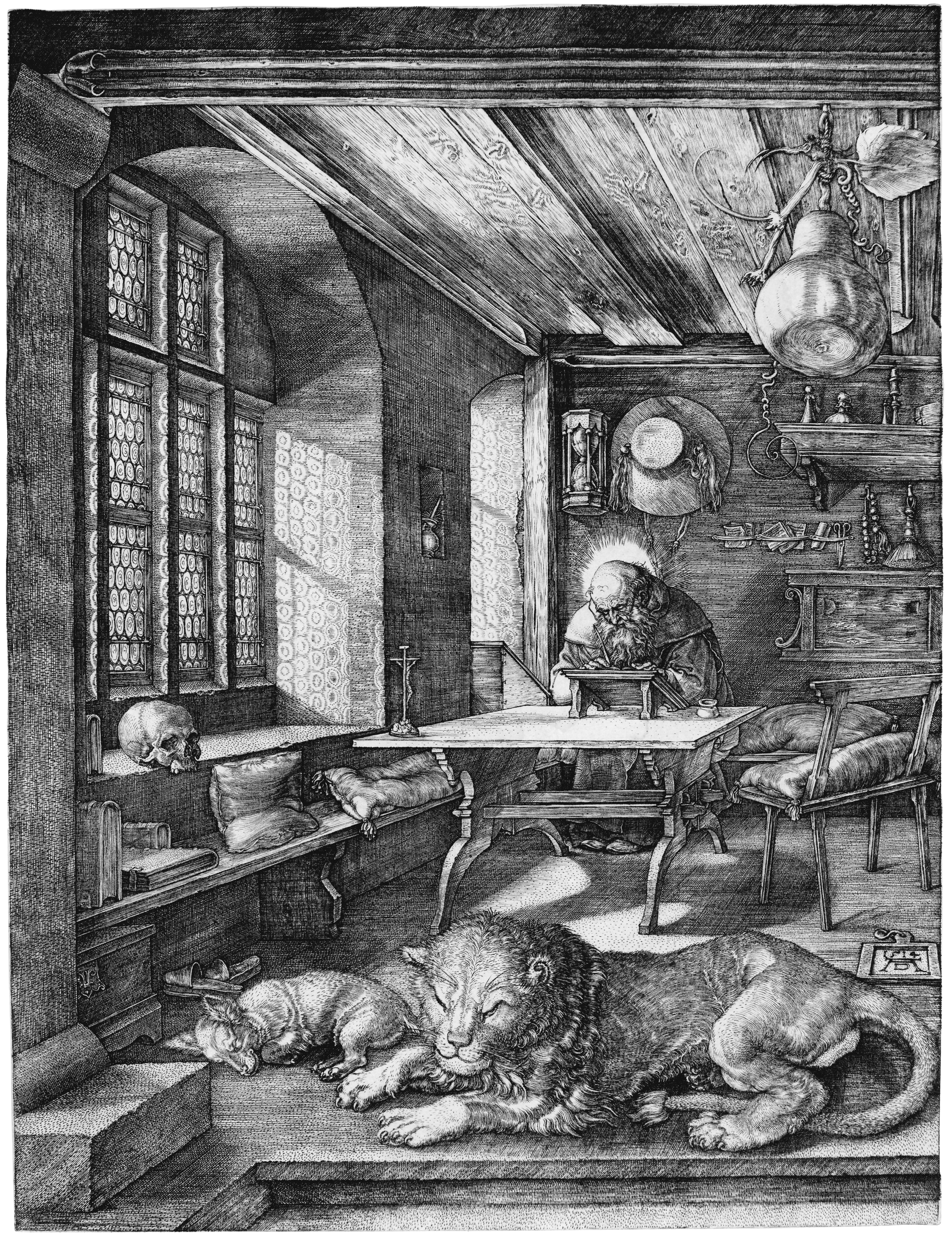
San Jerónimo en su estudio, de Alberto Durero, 1514.
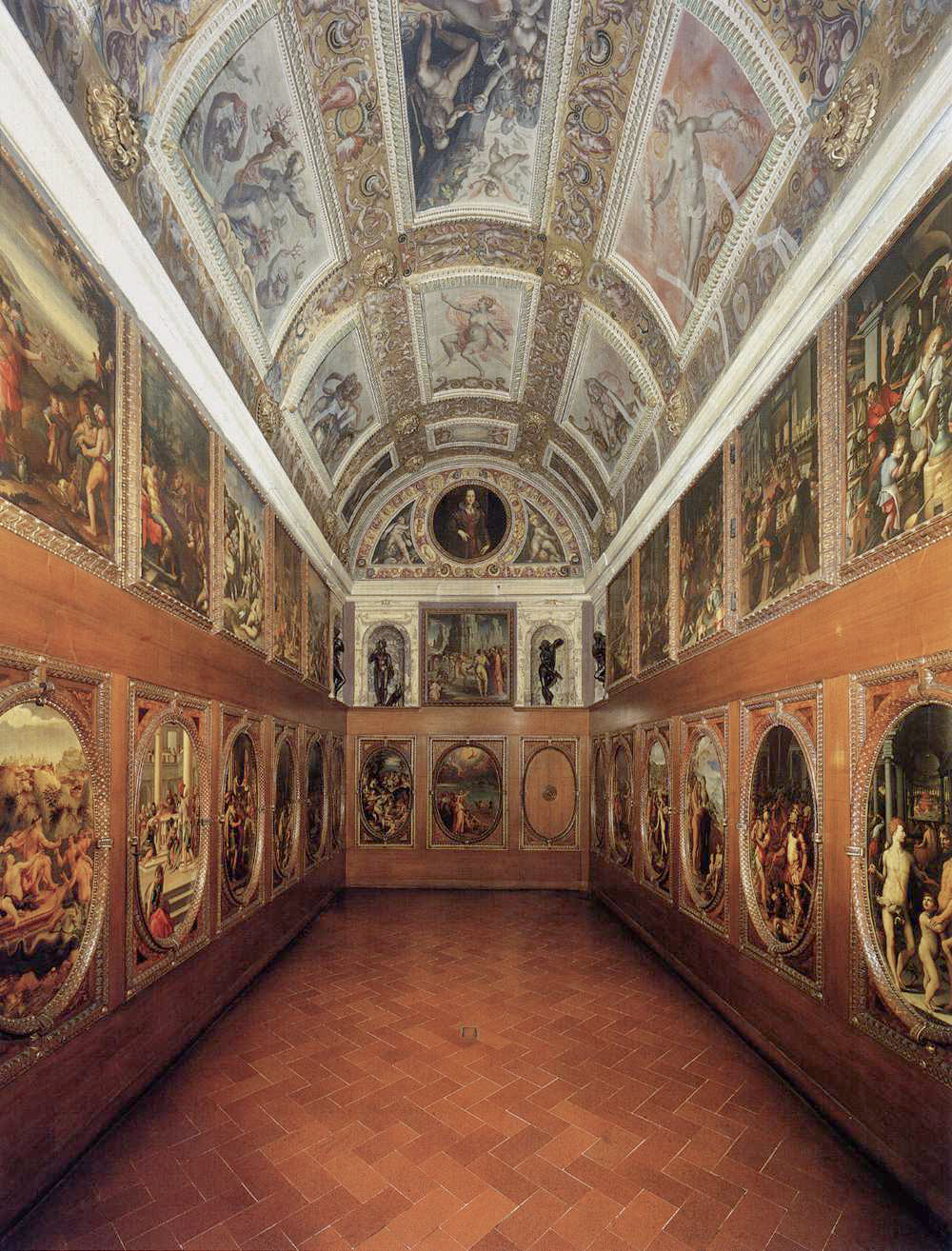
El ricamente decorado studiolo de Francisco I.
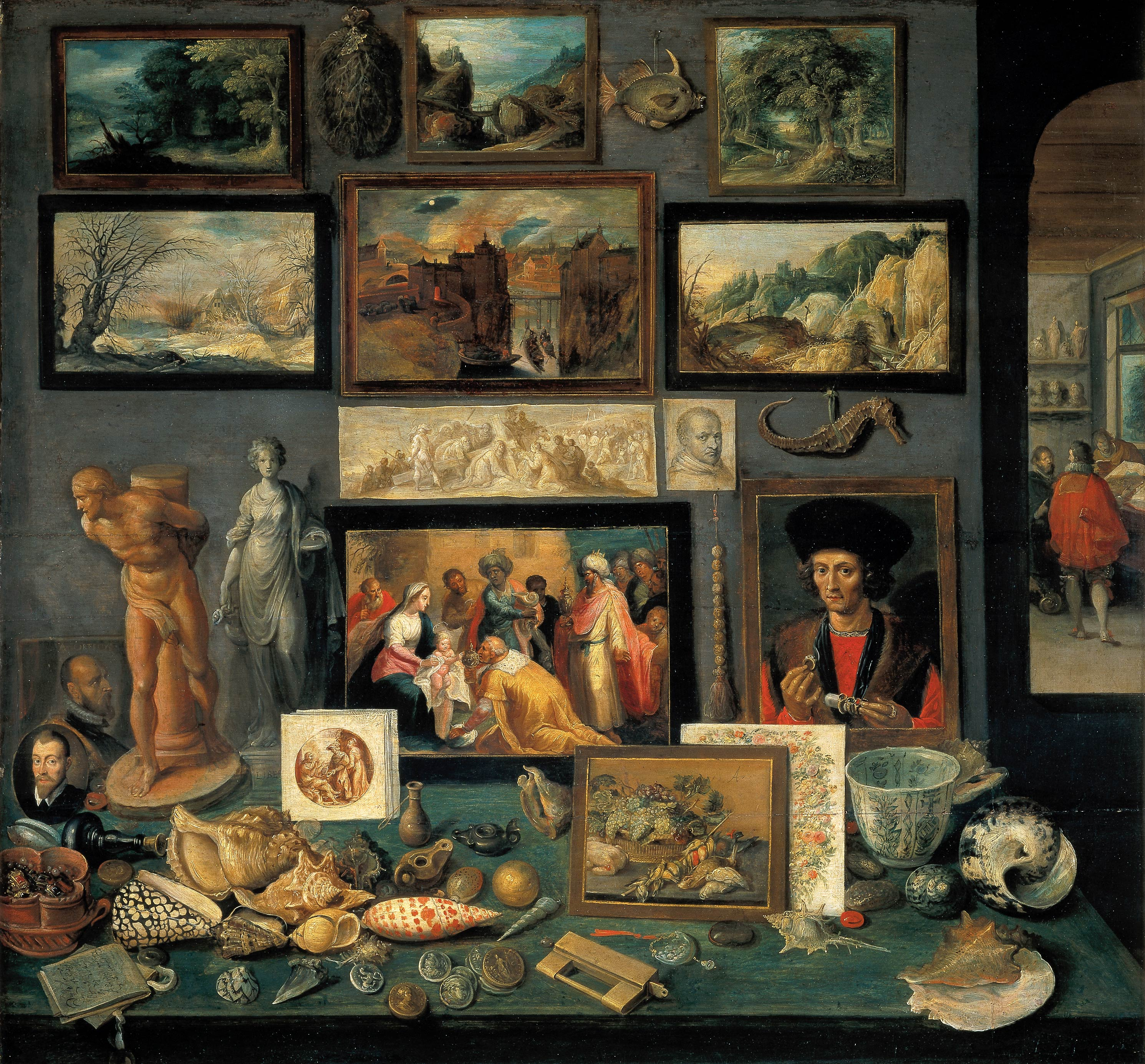
Un rincón de un gabinete de curiosidades, en una pintura de Frans II Francken, 1636. Ilustra la variedad de temas en que un connaisseur de la época barroca podía pretender ser virtuoso.

## Gabinetes de curiosidades y mueble gabinete
Por extensión, se denominó también "gabinete" al contenido de tales habitaciones; y así, en el siglo XVI se denominaba "gabinete de curiosidades" a la colección de objetos curiosos que se guardaban en ellas, habitualmente junto a los libros de una biblioteca, en muebles ex profeso. La palabra inglesa cabinetry designa a la propia obra de ebanistería que las contiene (el mueble denominado cabinet o gabinete).

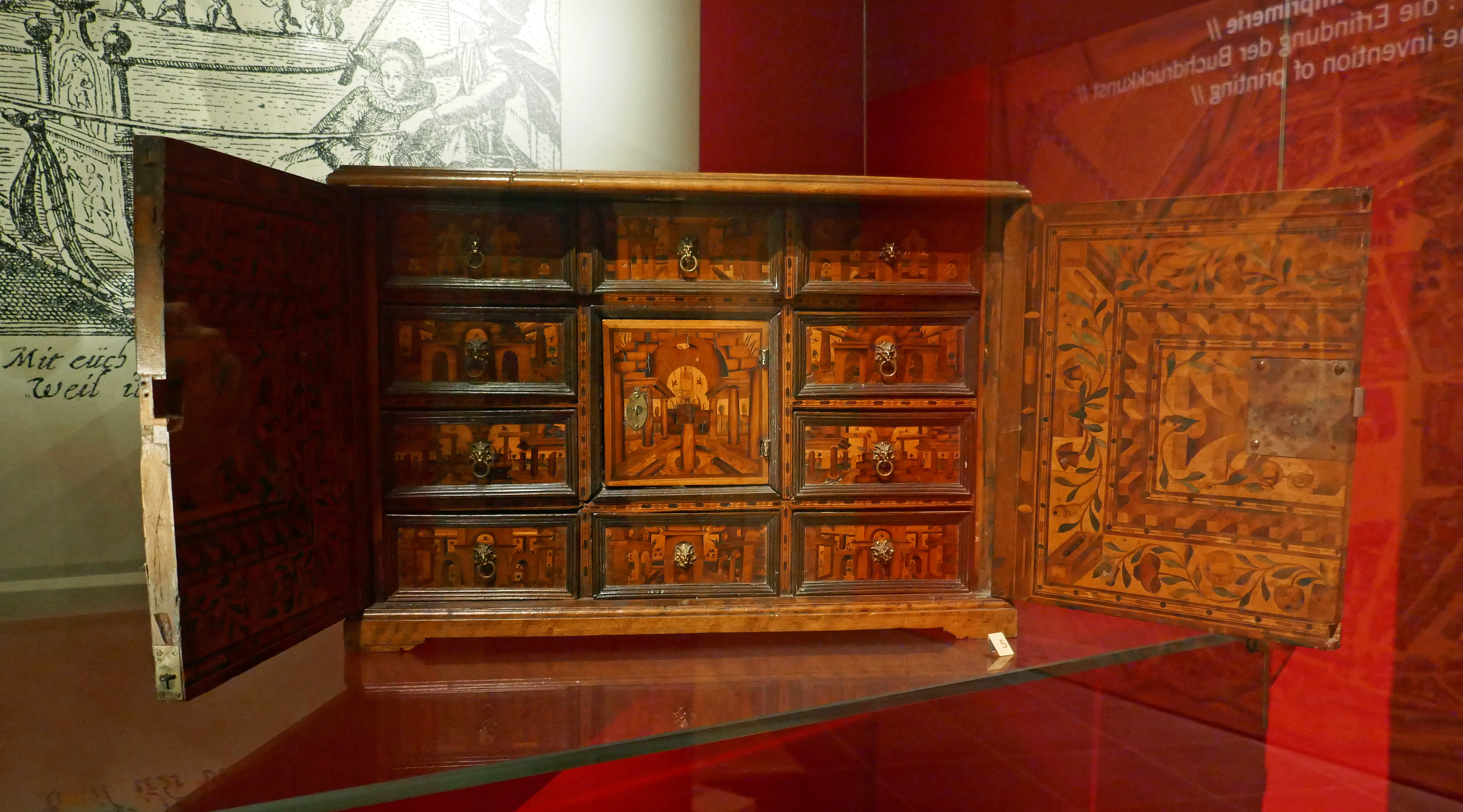
Gabinete de marquetería decorado con ruinas arquitectónicas, finales del siglo XVI. Musée historique de Strasbourg (Museo histórico de Estrasburgo).
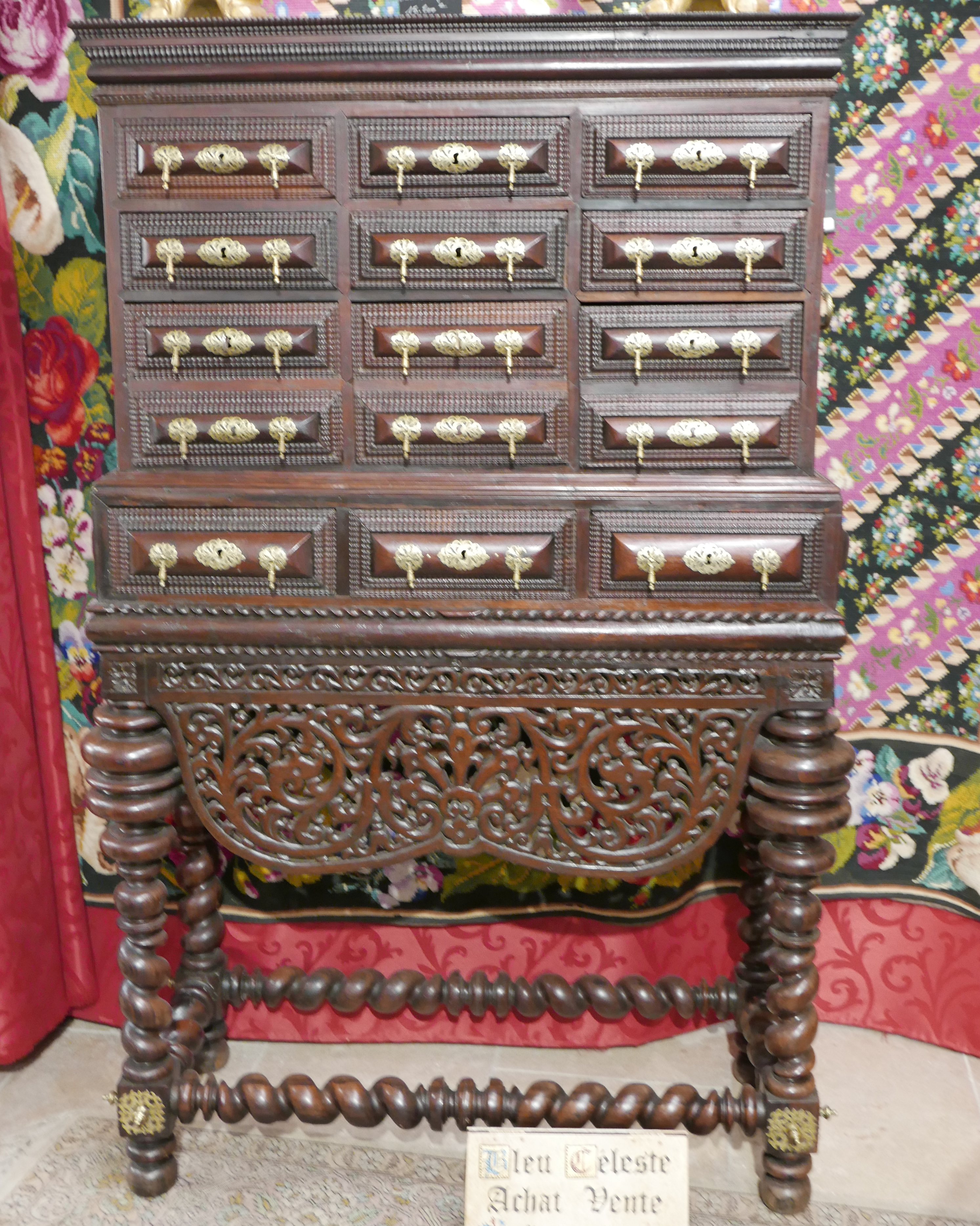
Gabinete indo-portugués en palo de rosa, mediados del siglo XVII.
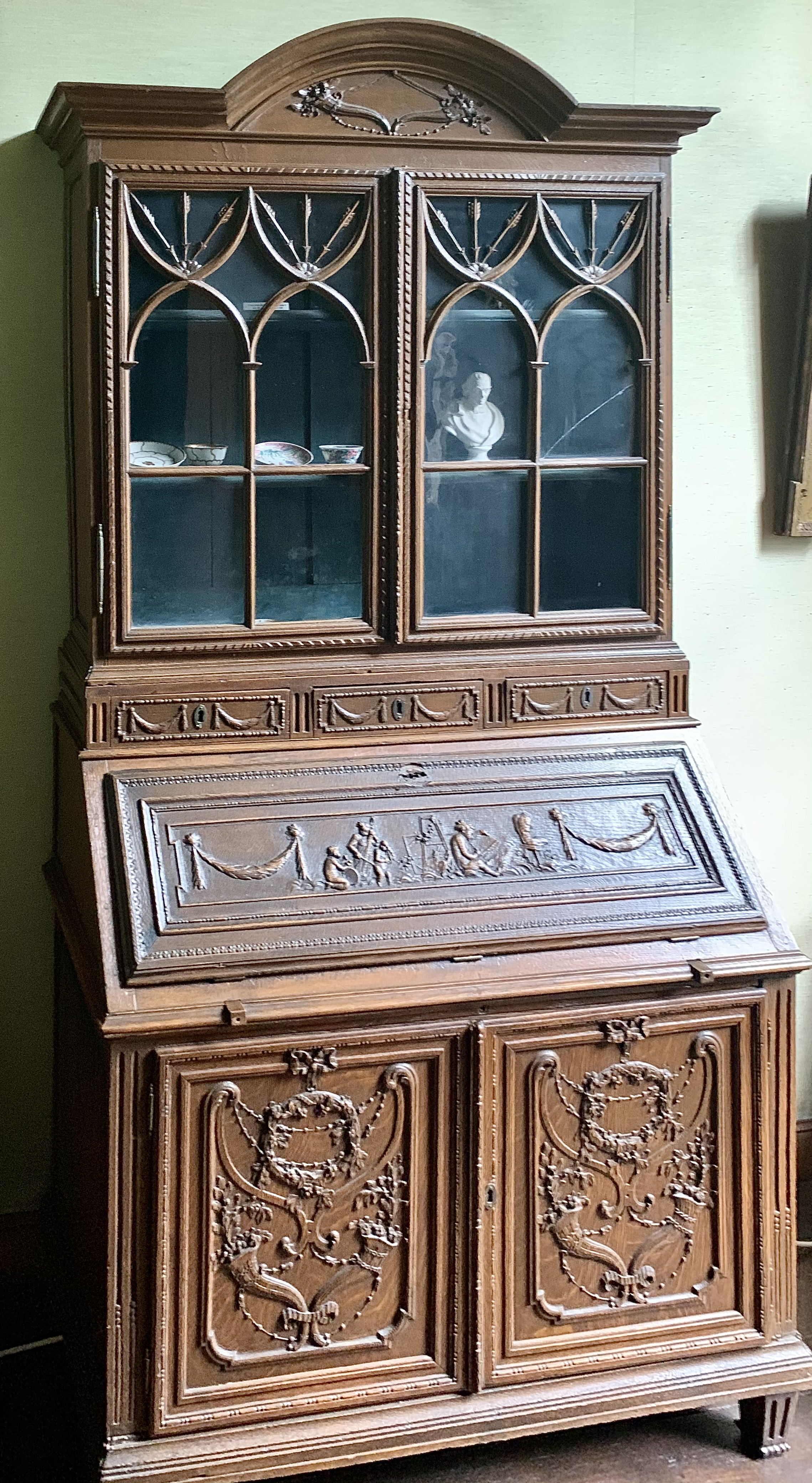
Gabinete en el Hôtel d'Ansembourg (un hôtel particulier barroco de Lieja, actual Bélgica).
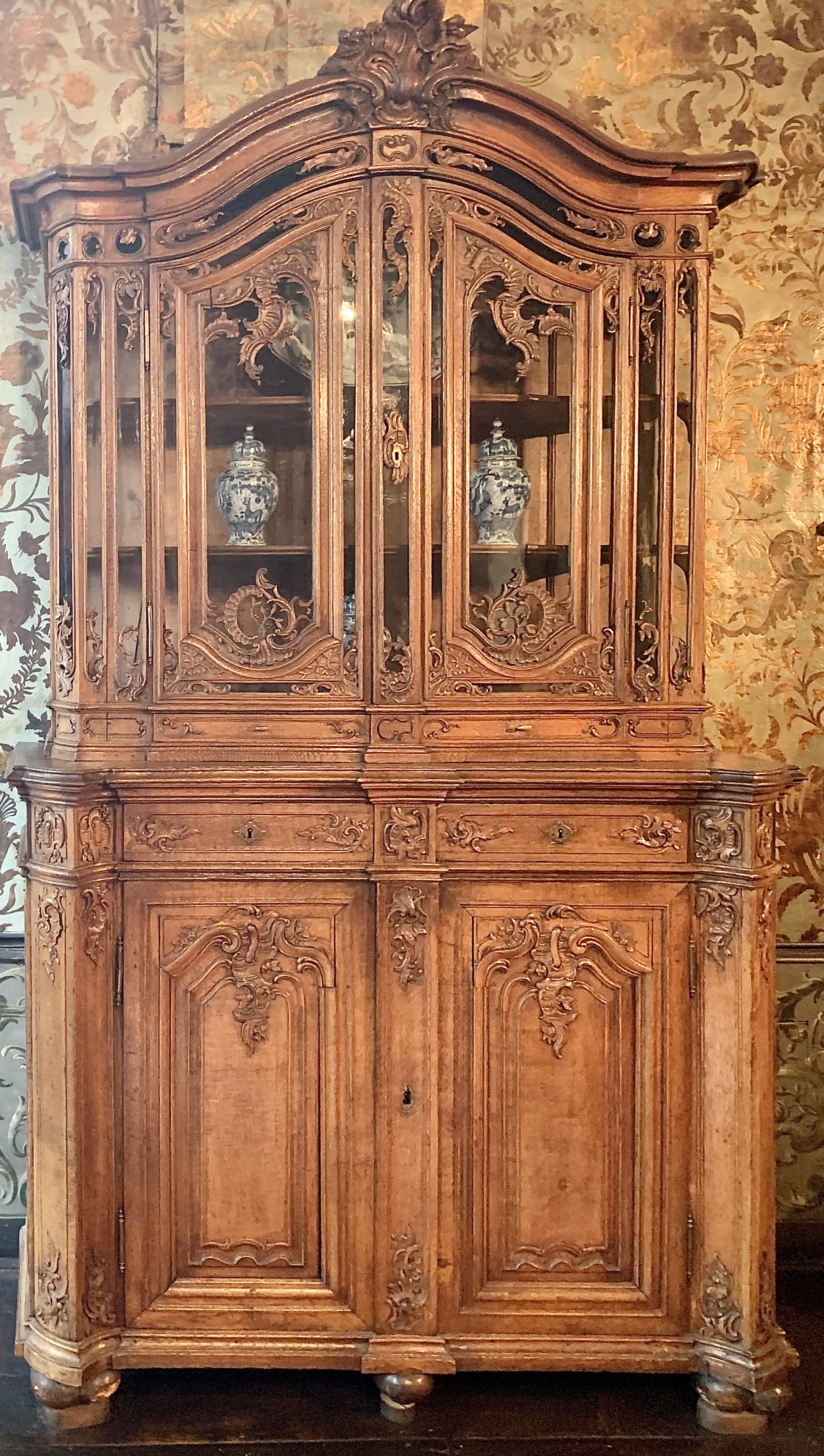
Gabinete en el Hôtel d'Ansembourg.
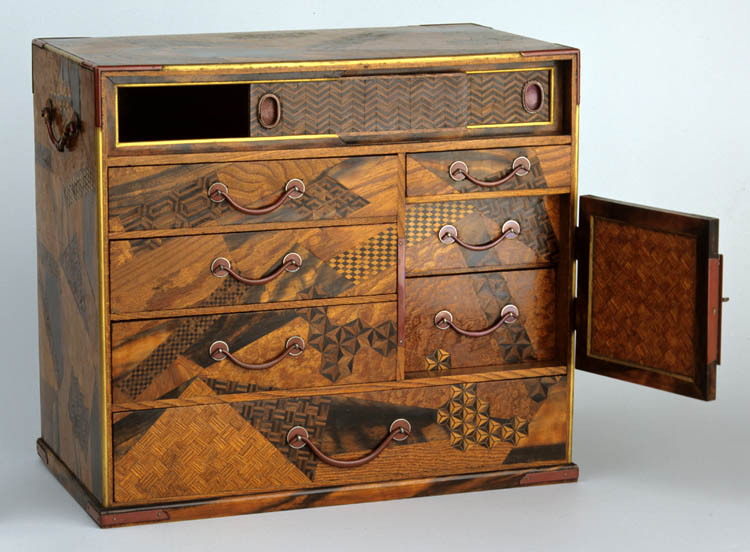
Gabinete de origen japonés (Hakone o Edo) llevado a Holanda por Jan Cock Blomhoff Opperhoofd de Dejima (1817–1824).
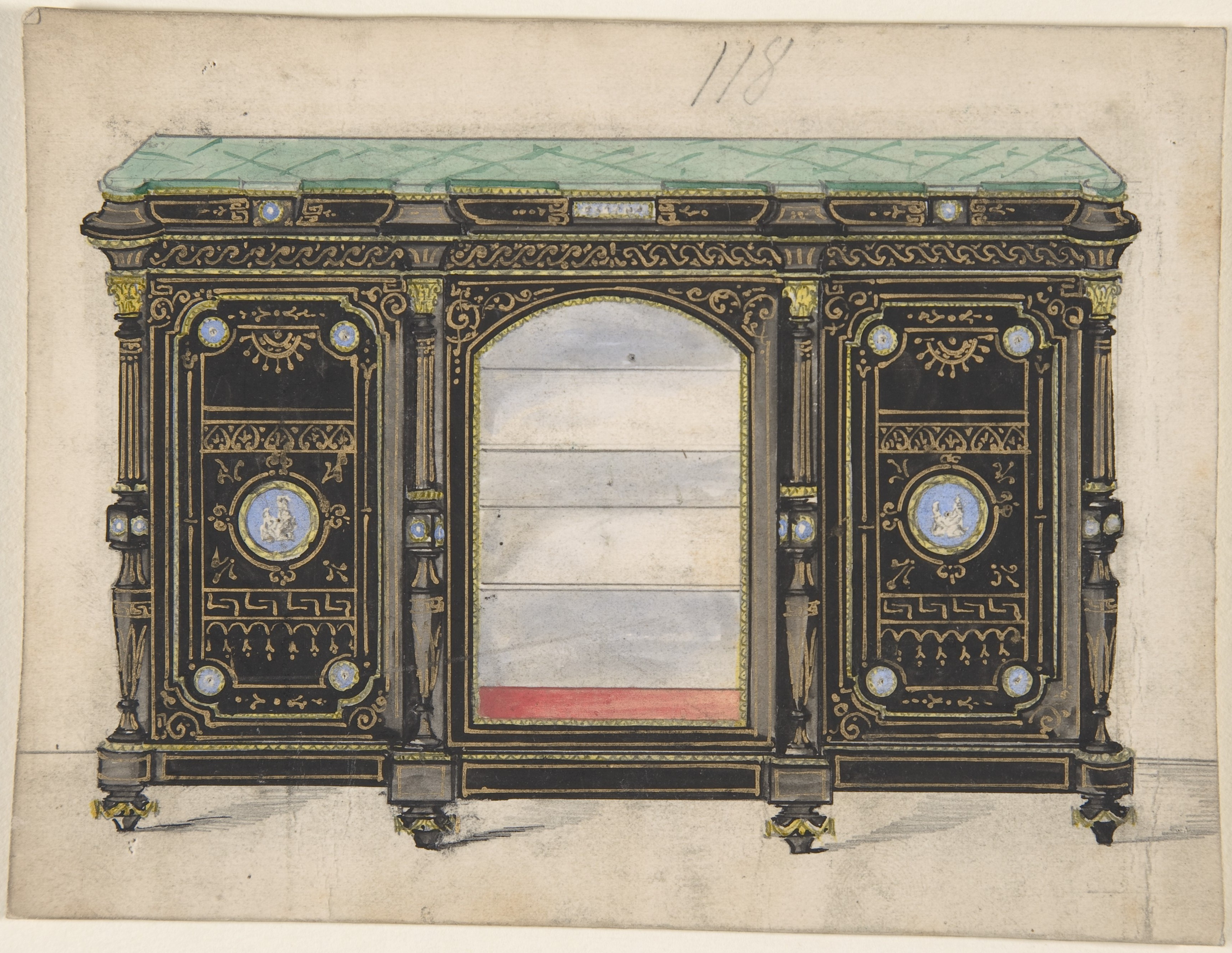
Diseño británico del siglo XIX para un gabinete con frente de cristalera, puertas con placas de porcelana y parte superior verde.
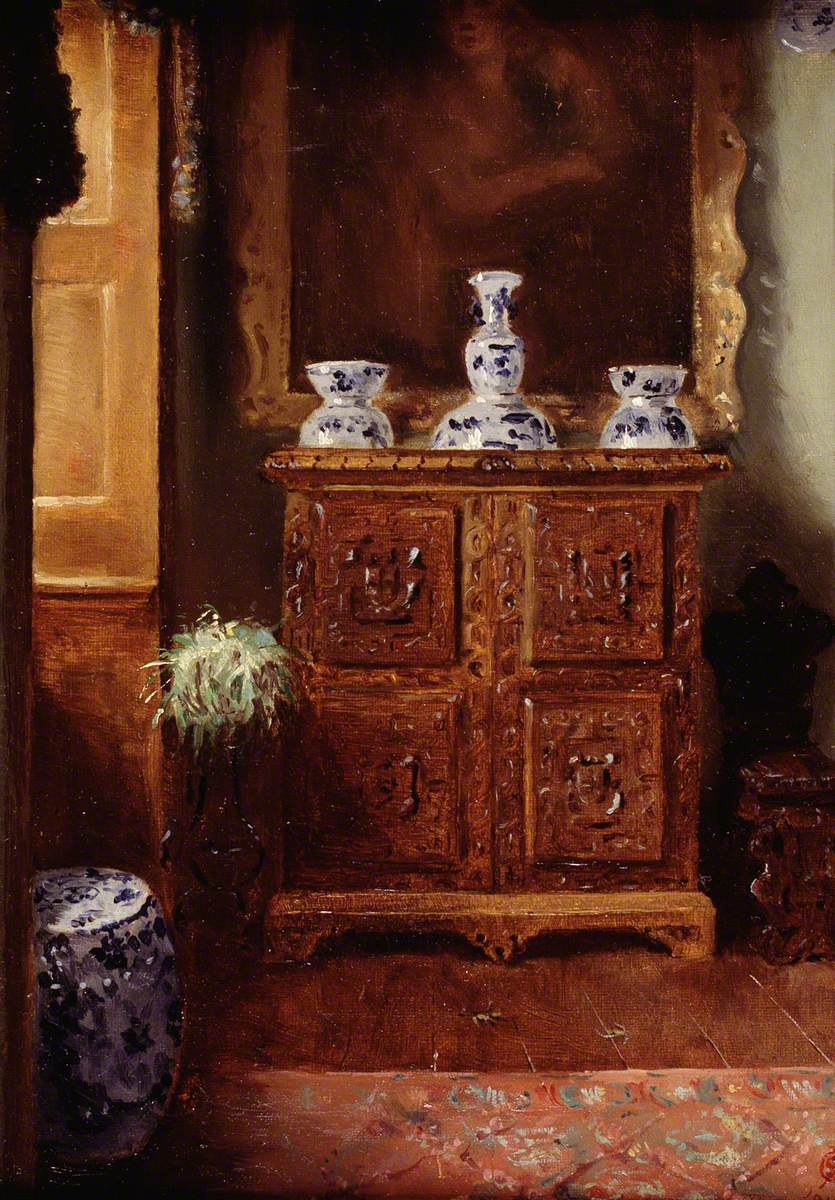
The Hoda Cum Tewdwr Cabinet at Derwydd, pintura de Agnes Stepney Gulston, 1903.
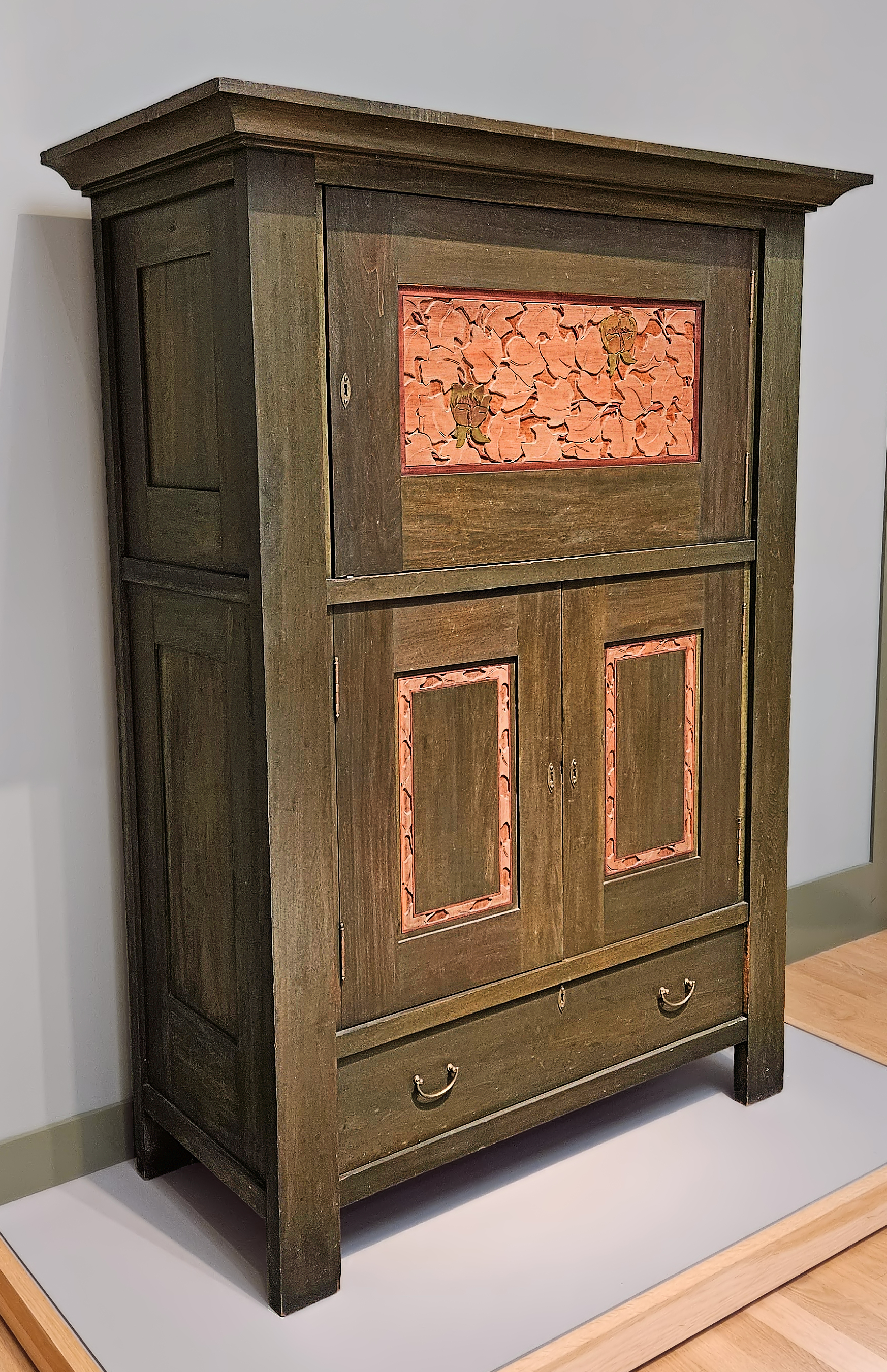
Gabinetes de la Byrdcliffe Colony con paneles de álamo diseñados por Edna Walker, 1904.
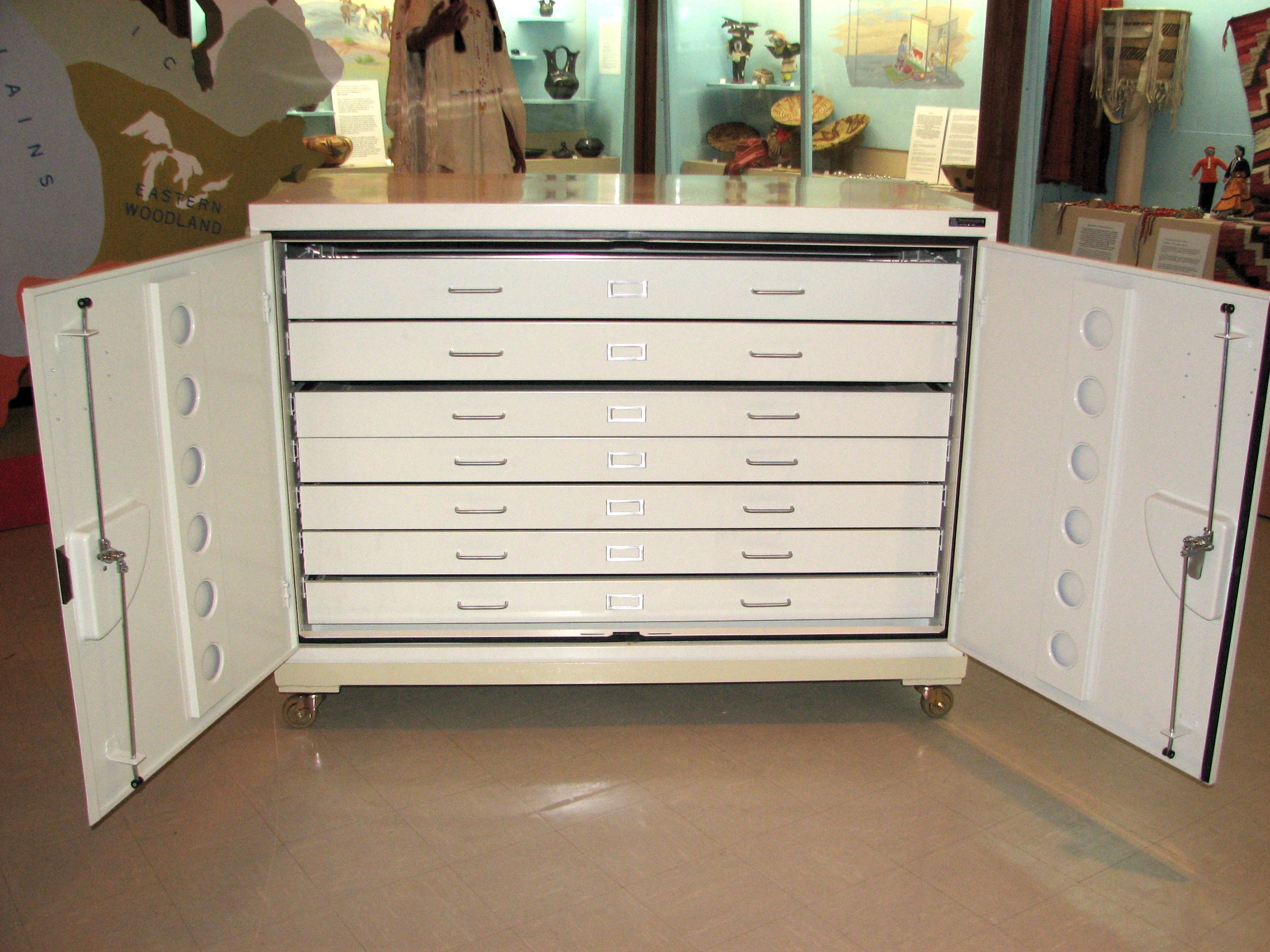
Tipología de gabinete con cajones planos denominada map storage cabinet ("gabinete de almacenamiento de mapas").

## Estancias privadas de las casas españolas hacia 1600
Las habitaciones de Felipe II en el monasterio de El Escorial (o "Cuartos Reales") eran ocupadas por el rey y su familia (y allí murió en 1598). El "Cuarto del Rey" se organizó en forma similar al de Carlos V en el monasterio de Yuste, dividiéndose en cuatro piezas: la sala principal, la alcoba, el escritorio y el oratorio, de forma que se permitiera seguir discretamente los rituales religiosos que se celebraran ante el altar mayor de la basílica. La musealización actual no es original, pero se ha procurado reproducir lo que debió ser su decoración austera, que incluye libros, recuerdos personales y sillones fraileros (además de la banqueta donde apoyaba la pierna enferma). El entorno es muy luminoso gracias a los muros y techos encalados y el zócalo alicatado de azulejos de Talavera. El suelo es de baldosas de barro.

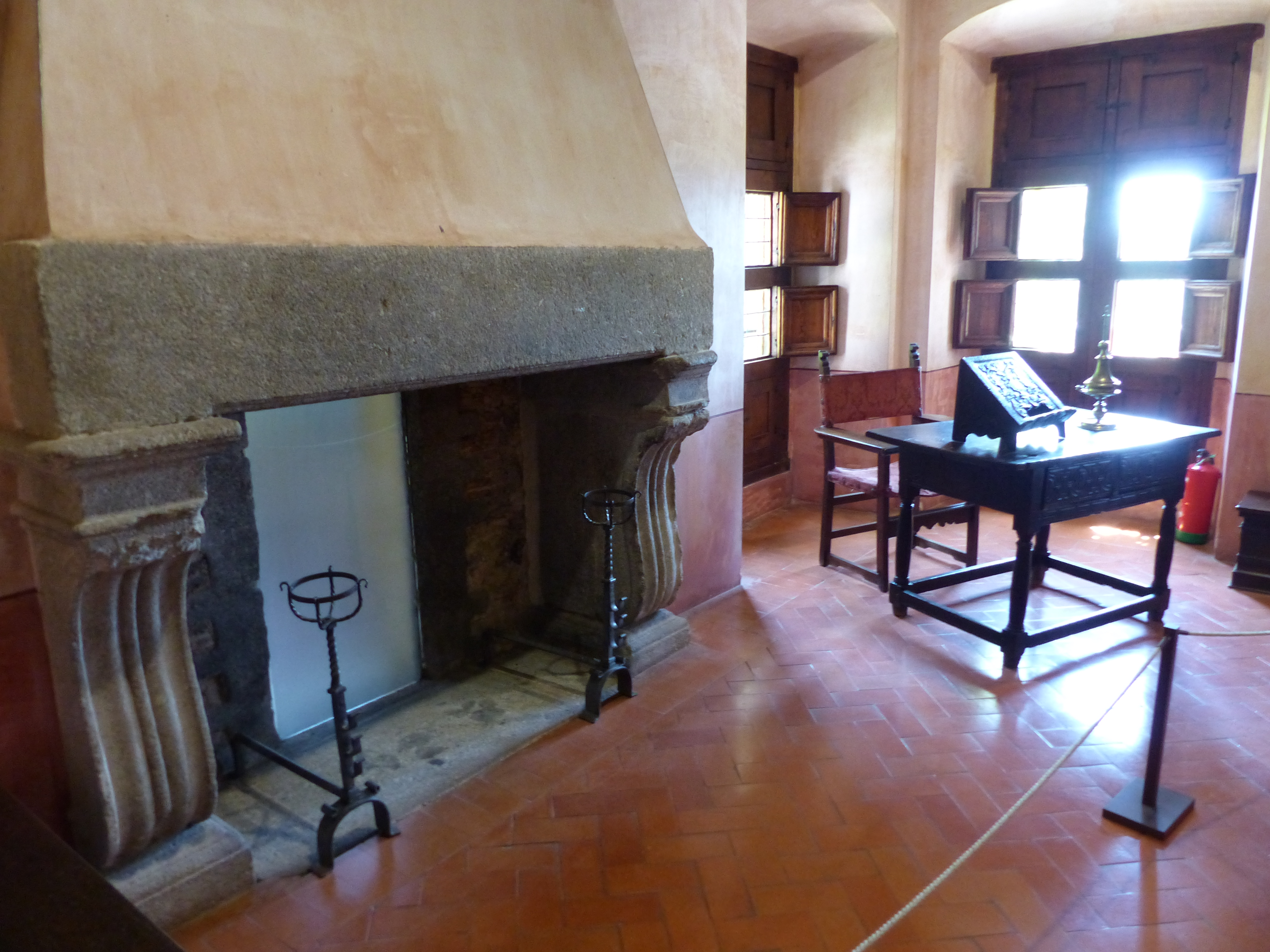
Una de las habitaciones de Carlos V en Yuste.
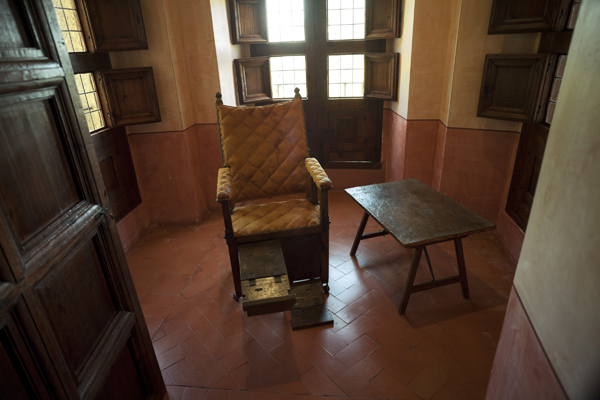
Una de las habitaciones de Carlos V en Yuste.
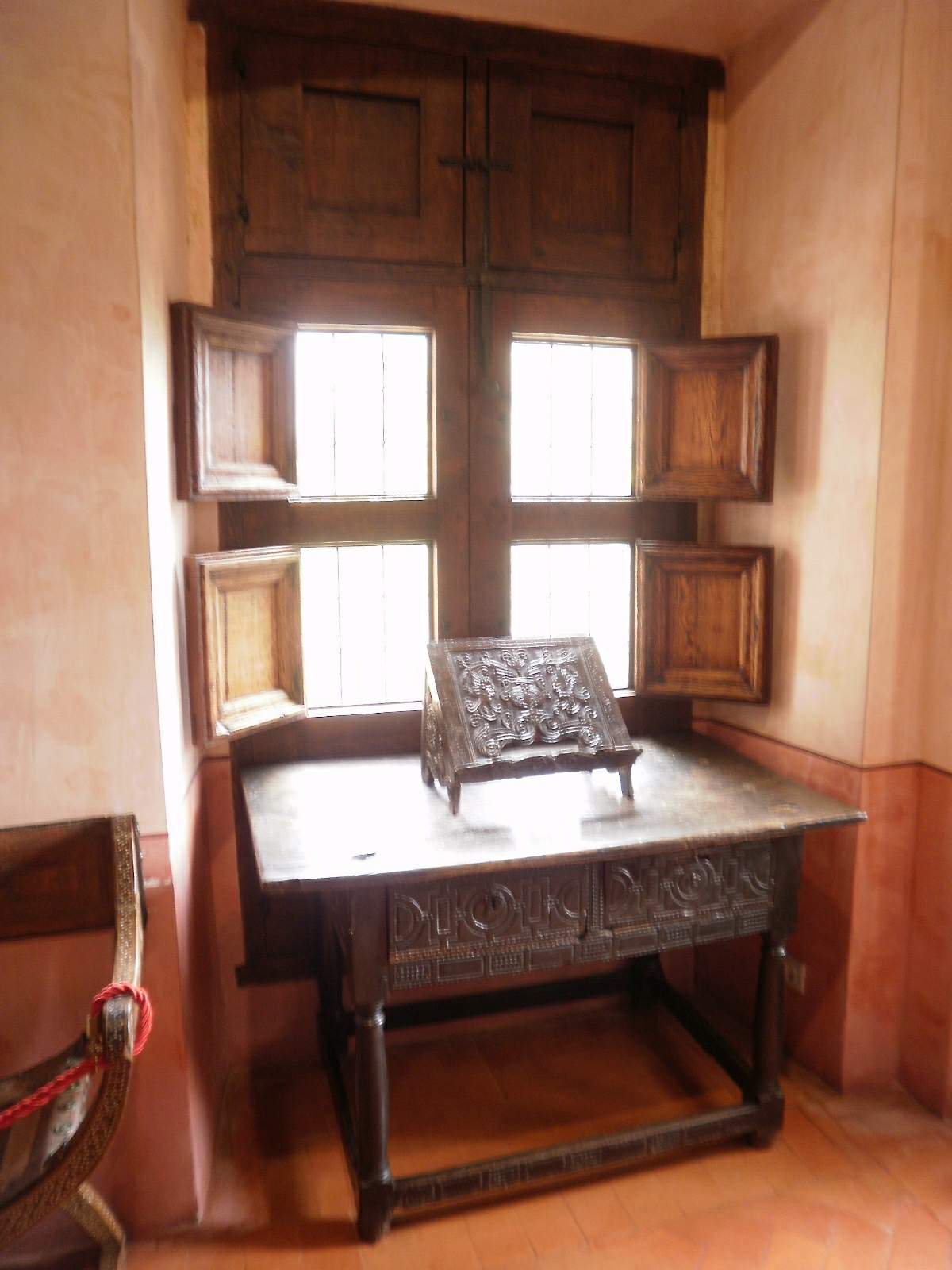
Una de las habitaciones de Carlos V en Yuste.
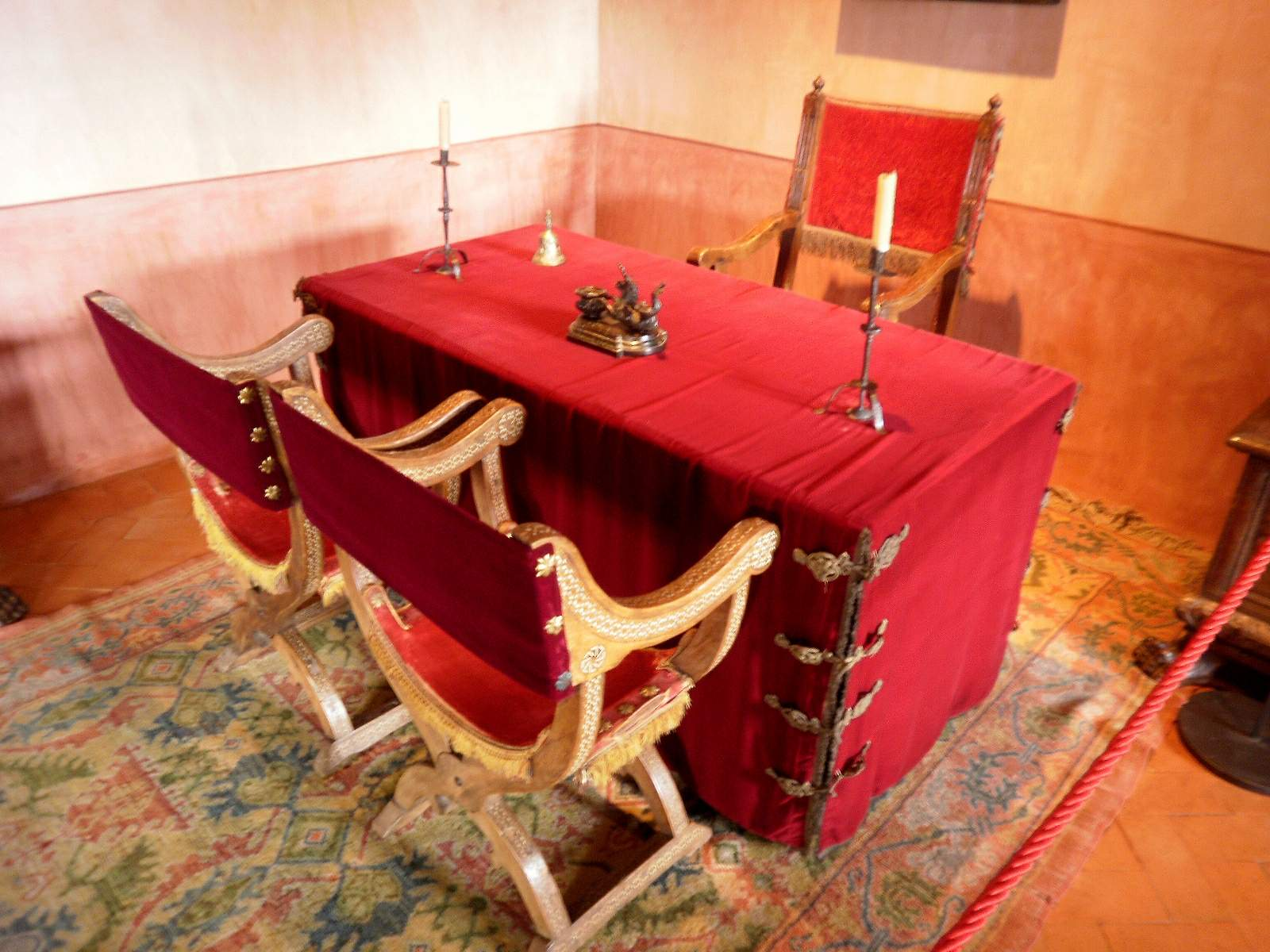
Una de las habitaciones de Carlos V en Yuste.
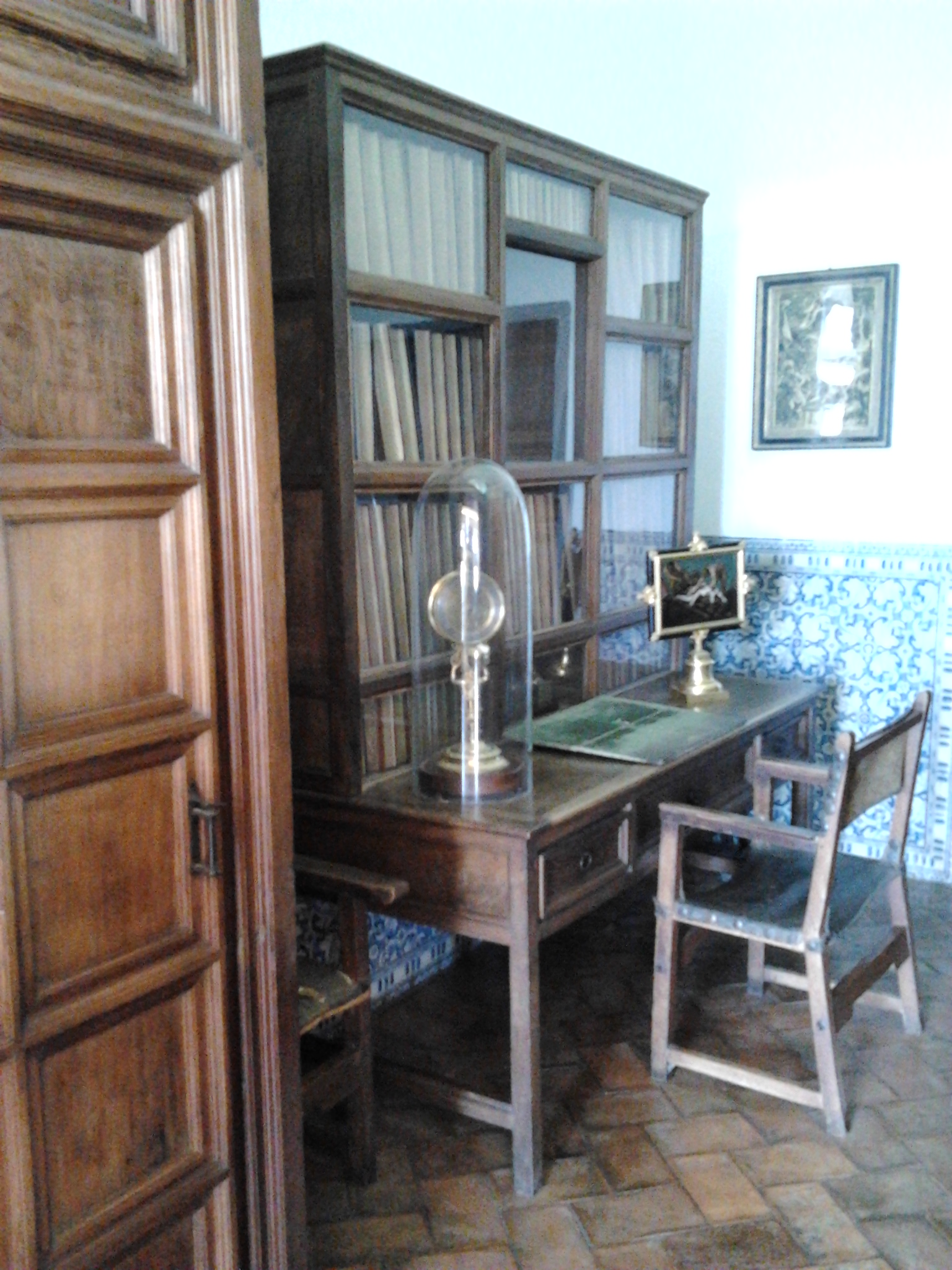
Estudio de Felipe II en El Escorial, con el reloj llamado "El Candil".

En la casa de Lope de Vega en Madrid (donde residió entre 1610 y 1635), restaurada y musealizada por la Real Academia Española, la planta baja no pudo ser reproducida en su distribución original, aunque se supone que habría una habitación para recibir a las visitas inesperadas o de menor intimidad, la cocina y pequeñas habitaciones para el servicio, hijos pequeños e invitados. En la primera planta, un "cuarto" distribuidor daba paso a tres crujías (pasillos) paralelas a la calle, a las cuales se abren los distintos aposentos: a la primera crujía, el estudio y el estrado (la estancia para las mujeres, con una tarima alfombrada ligeramente elevada sobre el suelo); a la central, la alcoba del señor de la casa y un oratorio; y a la que se abre al patio interior, el comedor y la alcoba de las hijas (también se ha reconstruido una cocina, aunque lo más probable es que no estuviera en ese lugar). Un piso más elevado está la buhardilla, con más alcobas o "cuartos", uno de ellos ambientado como "habitación del capitán Contreras", un amigo de Lope. Tanto el estudio como el estrado están orientados al sur, y disponen en invierno de braseros.

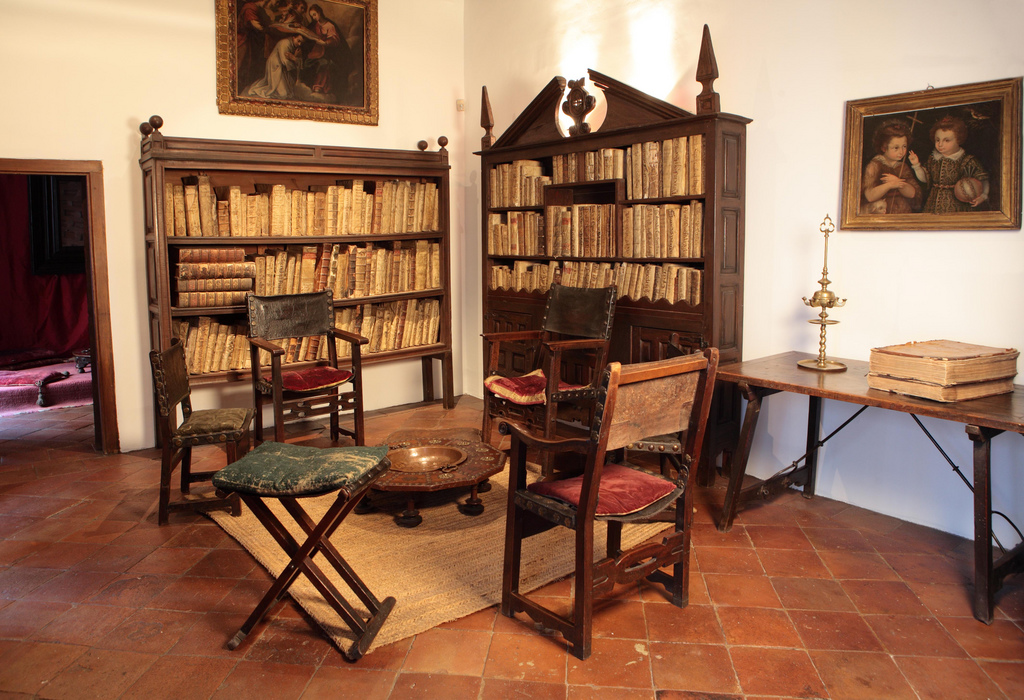
Estudio de la casa de Lope de Vega.
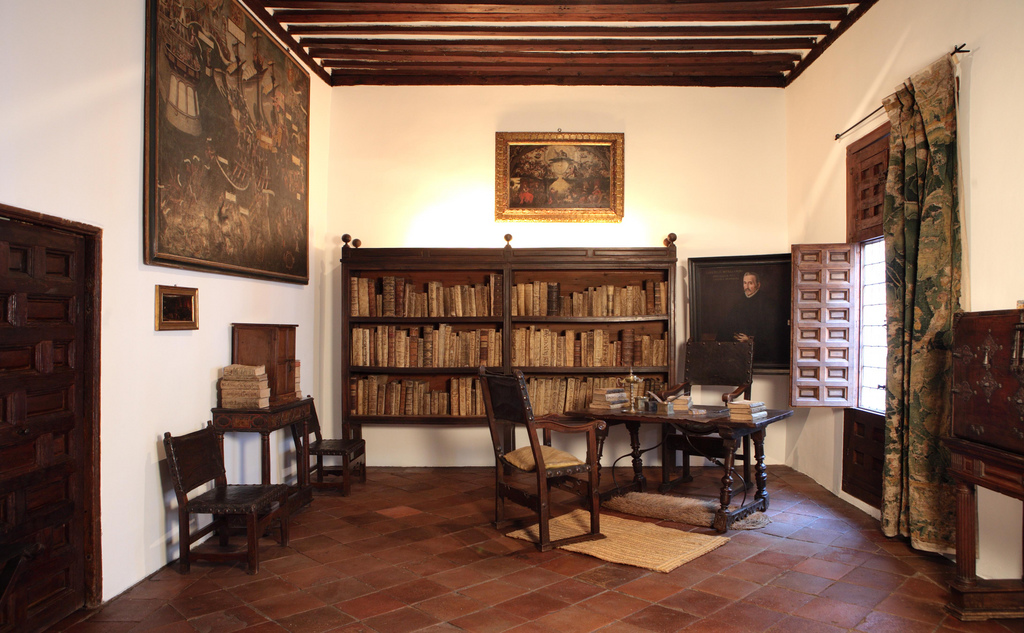
Estudio de la casa de Lope de Vega.
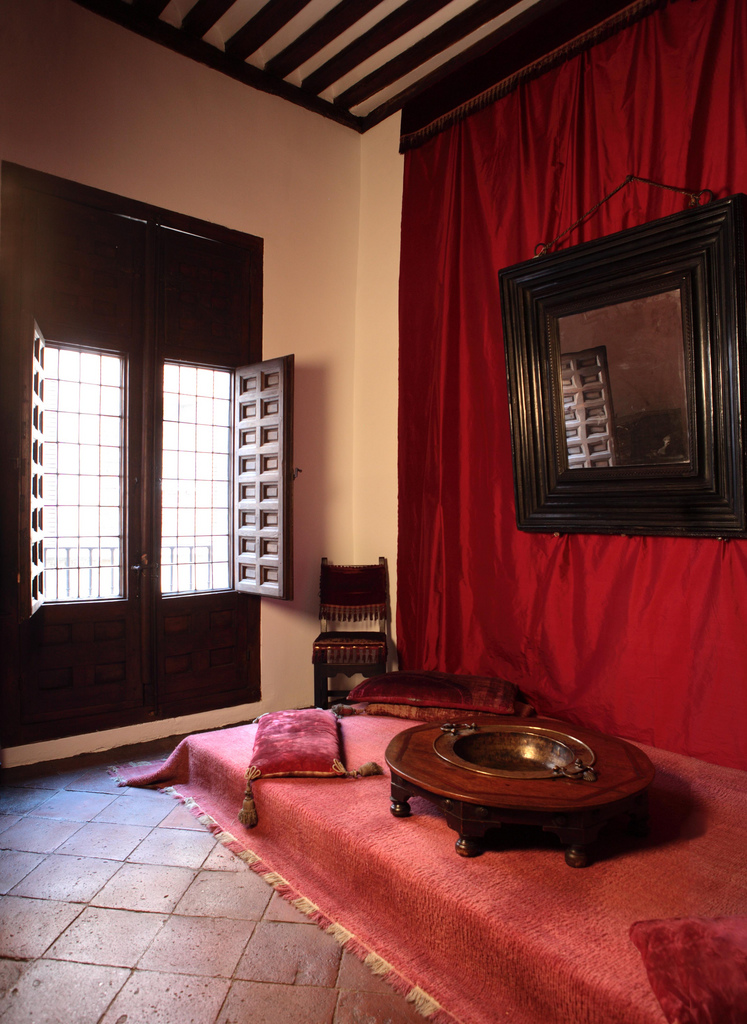
Estrado (espacio femenino) de la casa de Lope de Vega.

La casa de Cervantes en Alcalá de Henares, donde residía la familia del escritor cuando este nació (1547), se reconstruyó y también se encuentra musealizada. También se ha musealizado la casa de Cervantes en Valladolid (en una parte de la cual vivió con su familia en 1605) y una casa en Esquivias (que, aunque lleva su nombre y está ambientada como una mansión rural de la época, no estuvo vinculada con él).

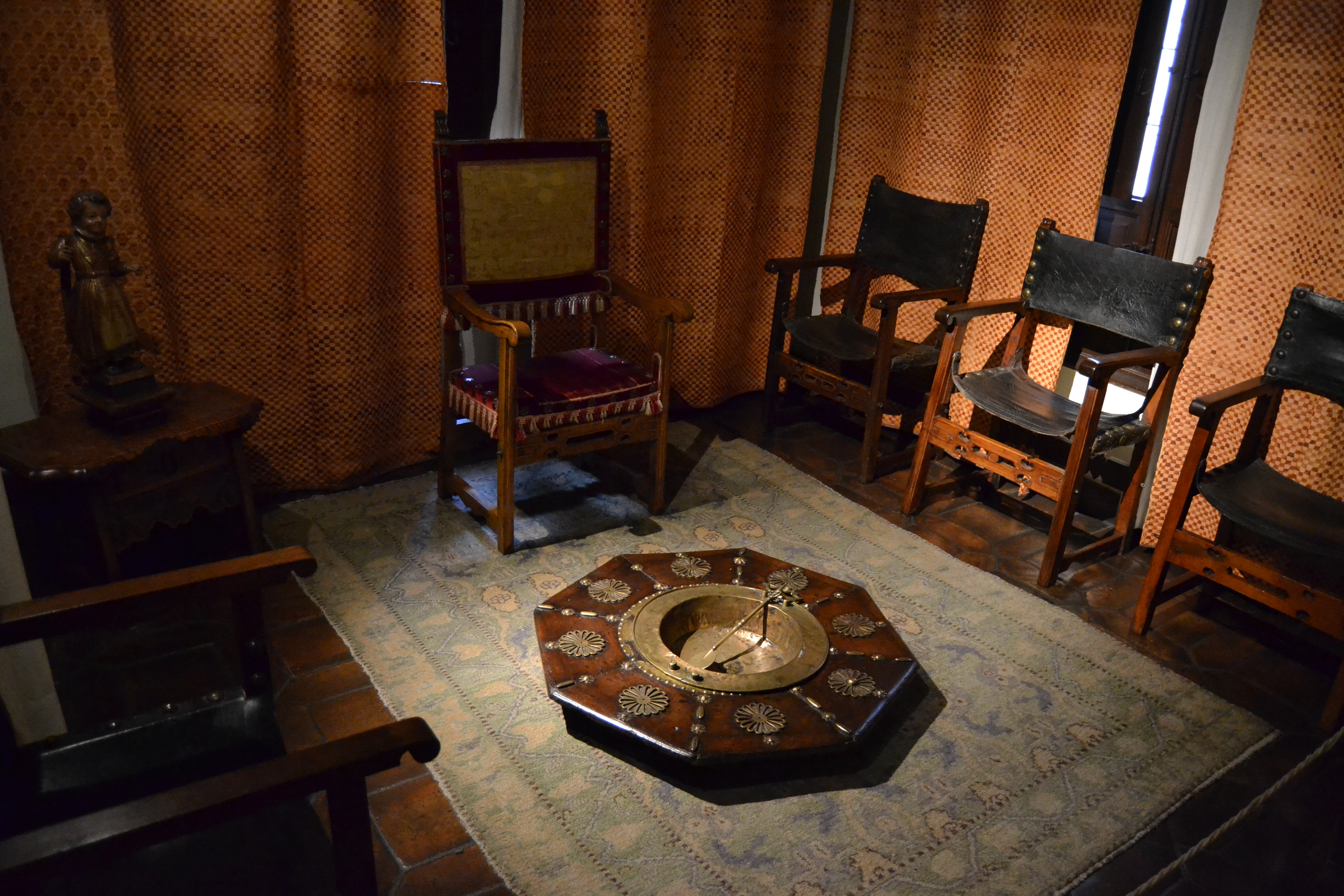
Una de las estancias de la casa de Cervantes de Alcalá.
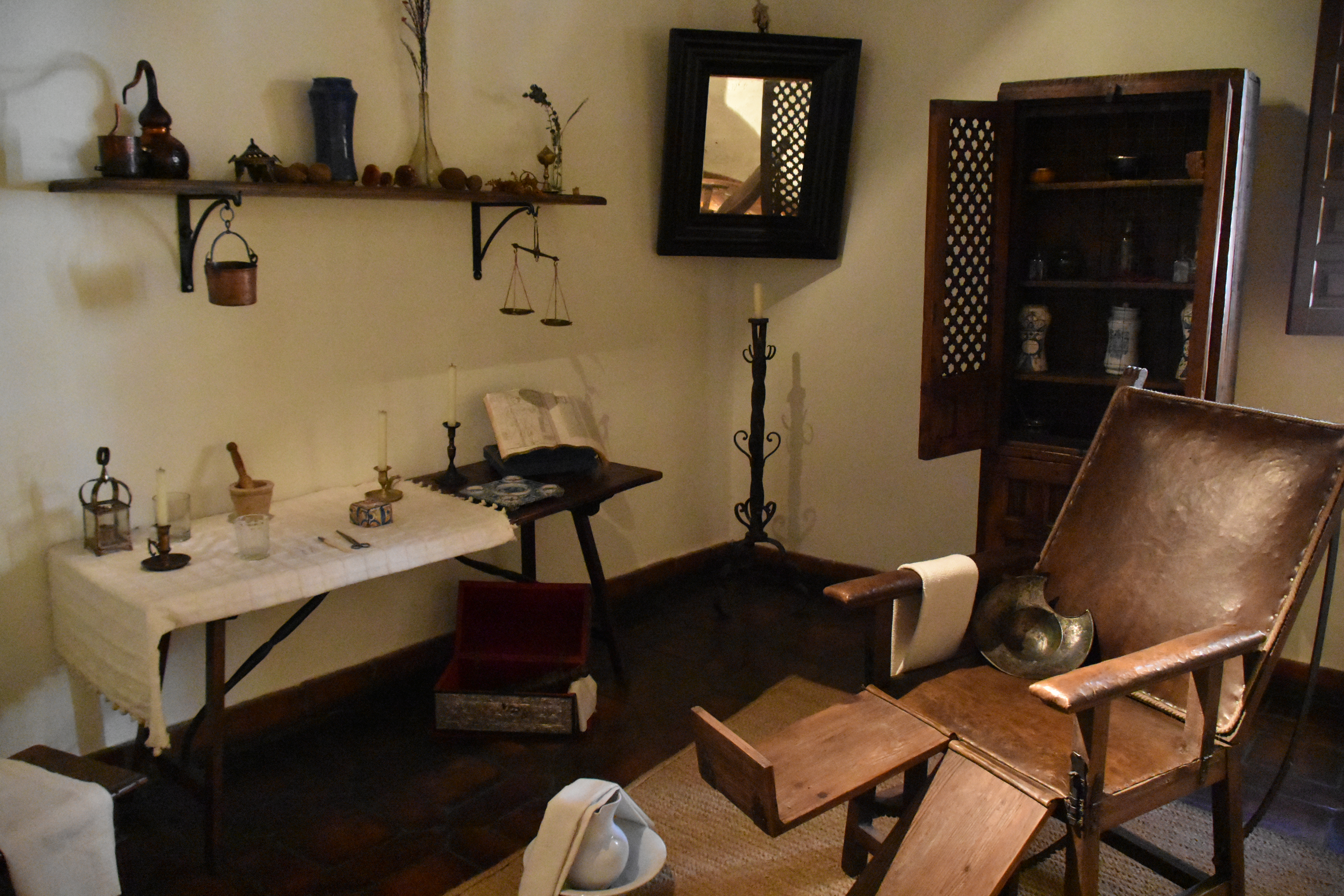
Una de las estancias de la casa de Cervantes de Alcalá.
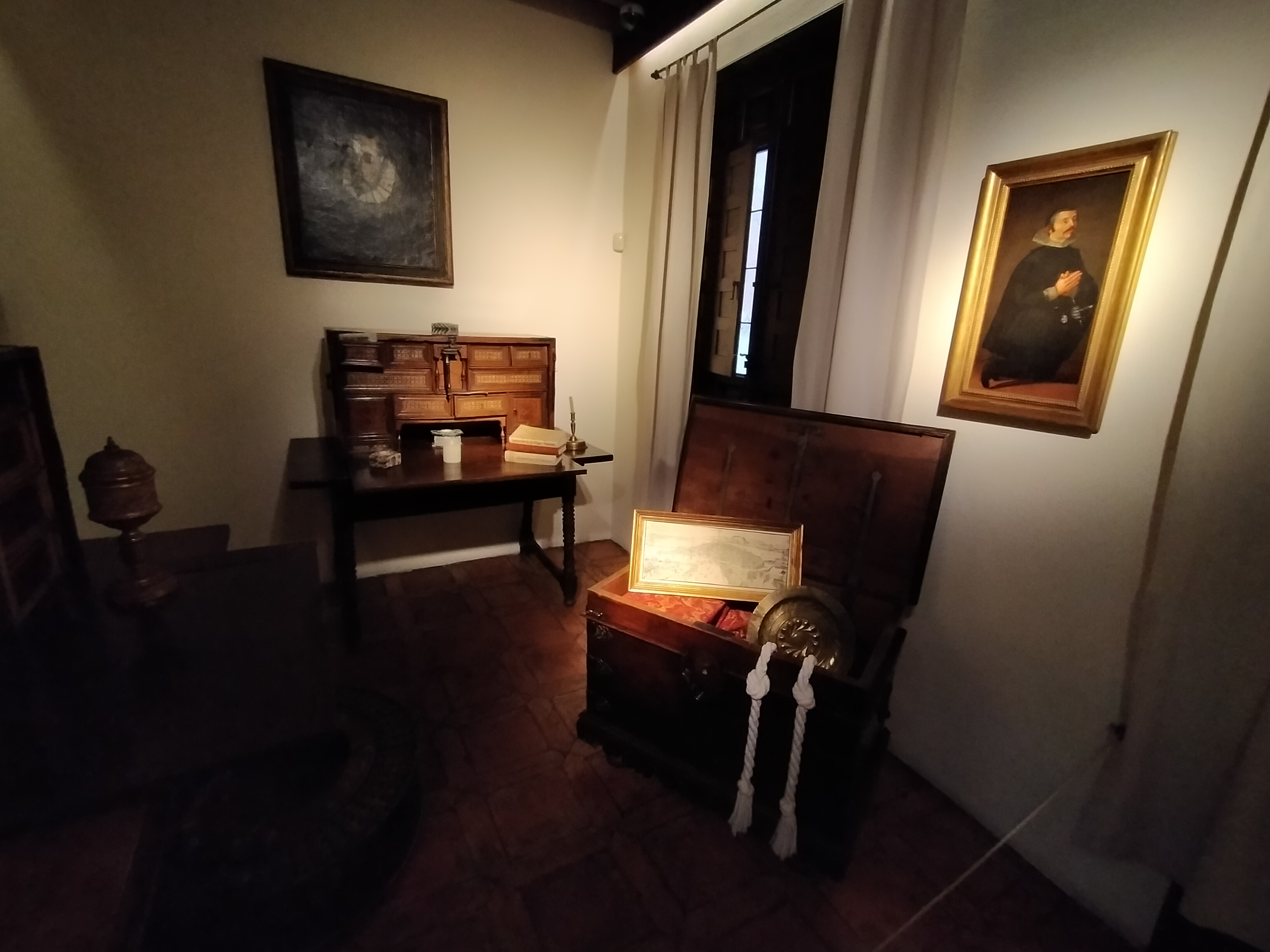
Una de las estancias de la casa de Cervantes de Alcalá.
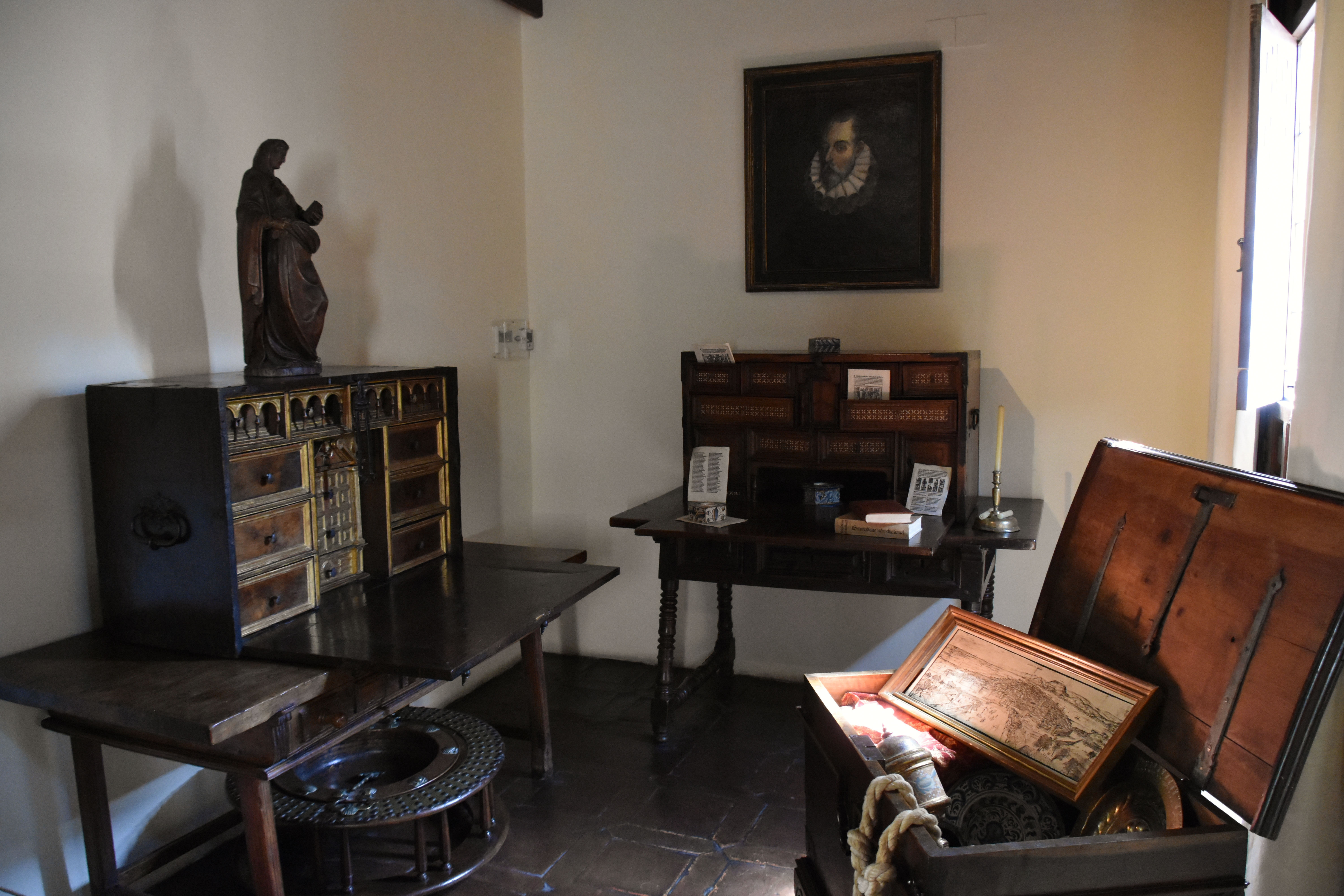
Una de las estancias de la casa de Cervantes de Alcalá.
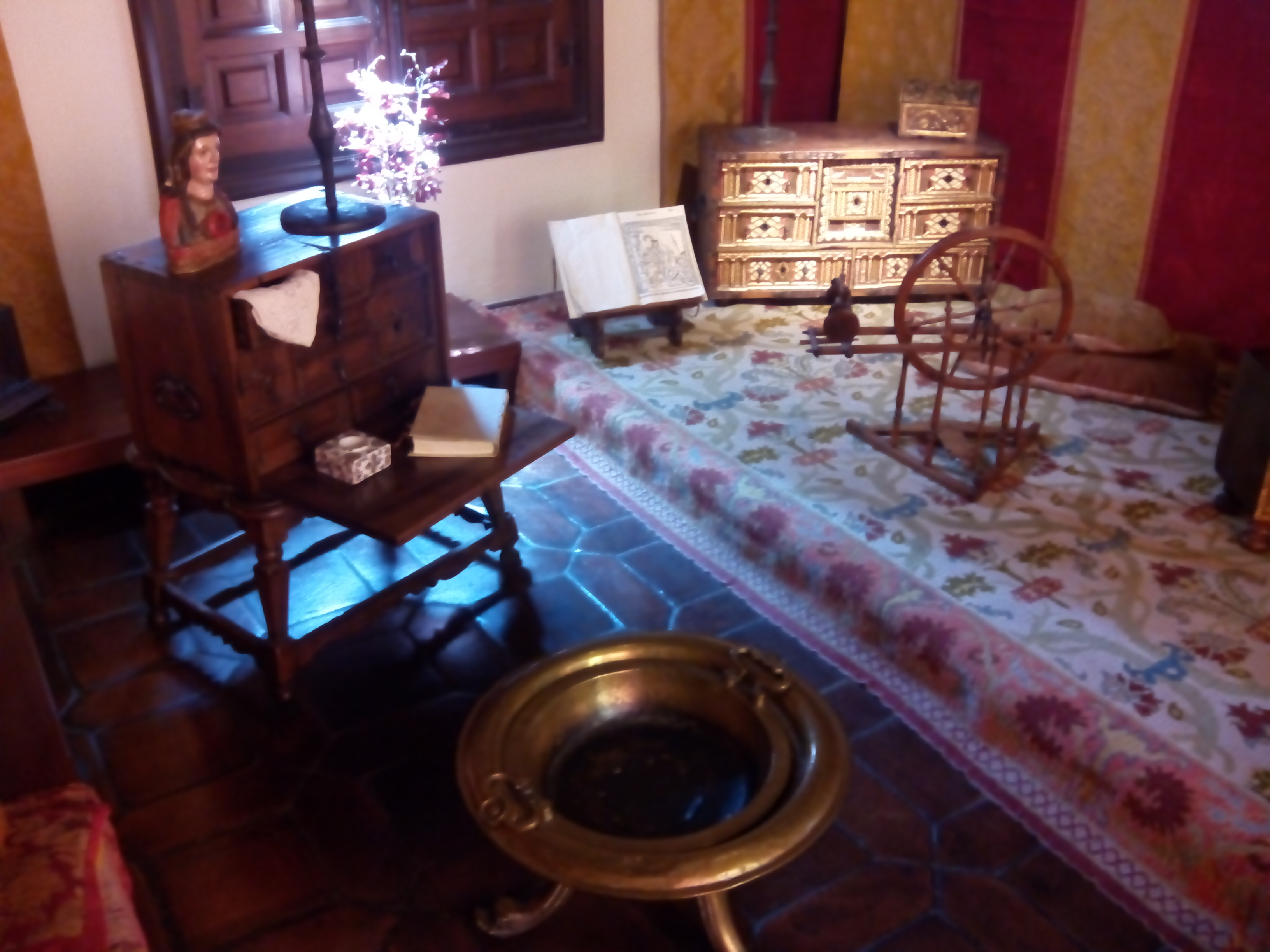
Una de las estancias de la casa de Cervantes de Alcalá.
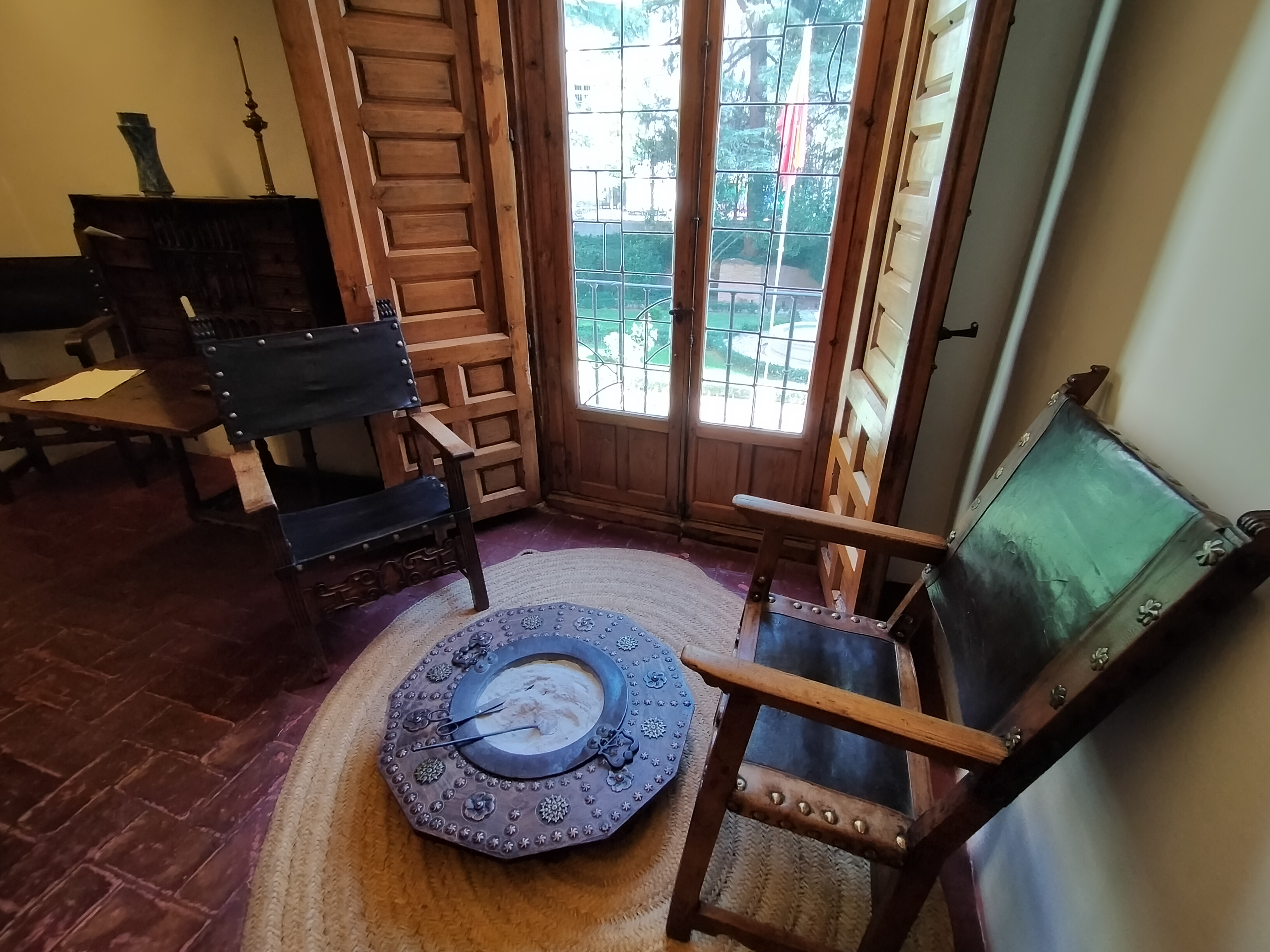
Una de las estancias de la casa de Cervantes de Valladolid.
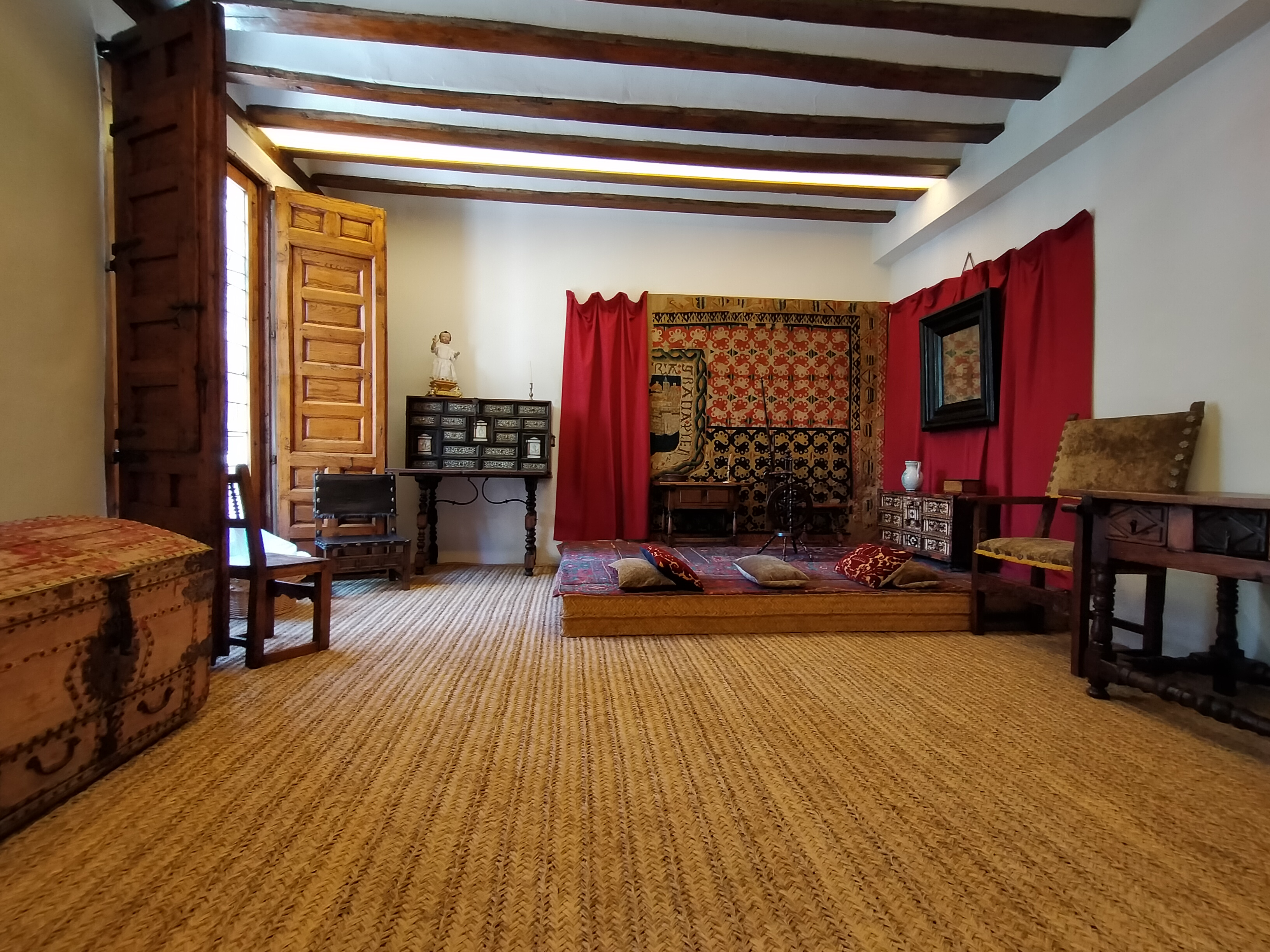
El estrado de la casa de Cervantes de Valladolid.

En la casa que describe Cervantes en el capítulo VI de la Primera Parte de Don Quijote de la Mancha (1605), la estancia donde el hidalgo se enfrascaba en sus lecturas estaba claramente diferenciada tanto de su dormitorio como de las piezas de acceso común; puesto que, aprovechando que el señor de la casa "todavía dormía", se desarrolla la siguiente escena:

Pidió las llaves a la sobrina del aposento donde estaban los libros autores del daño, y ella se las dio de muy buena gana. Entraron dentro todos, y la ama con ellos, y hallaron más de cien cuerpos de libros grandes, muy bien encuadernados, y otros pequeños; y, así como el ama los vio, volvióse a salir del aposento con gran priesa, y tornó luego con una escudilla de agua bendita y un hisopo, y dijo:
—Tome vuestra merced, señor licenciado; rocíe este aposento, no esté aquí algún encantador de los muchos que tienen estos libros, ... mejor será arrojallos por las ventanas al patio y hacer un rimero dellos y pegarles fuego; y, si no, llevarlos al corral, y allí se hará la hoguera, y no ofenderá el humo.

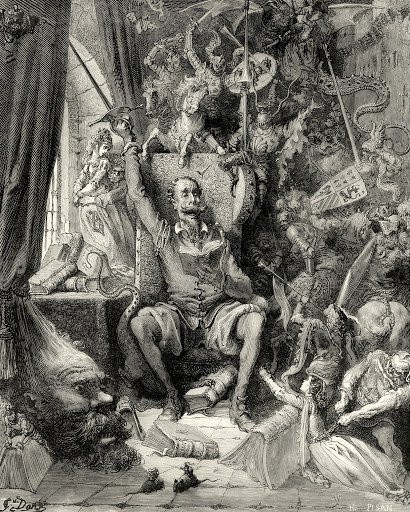
Don Quijote leyendo, sentado en un sillón, ante una ventana y una mesa con libros, en una habitación de su casa. Grabado de Gustave Doré (1863) utilizado en la edición de Cassell & Company (1906).
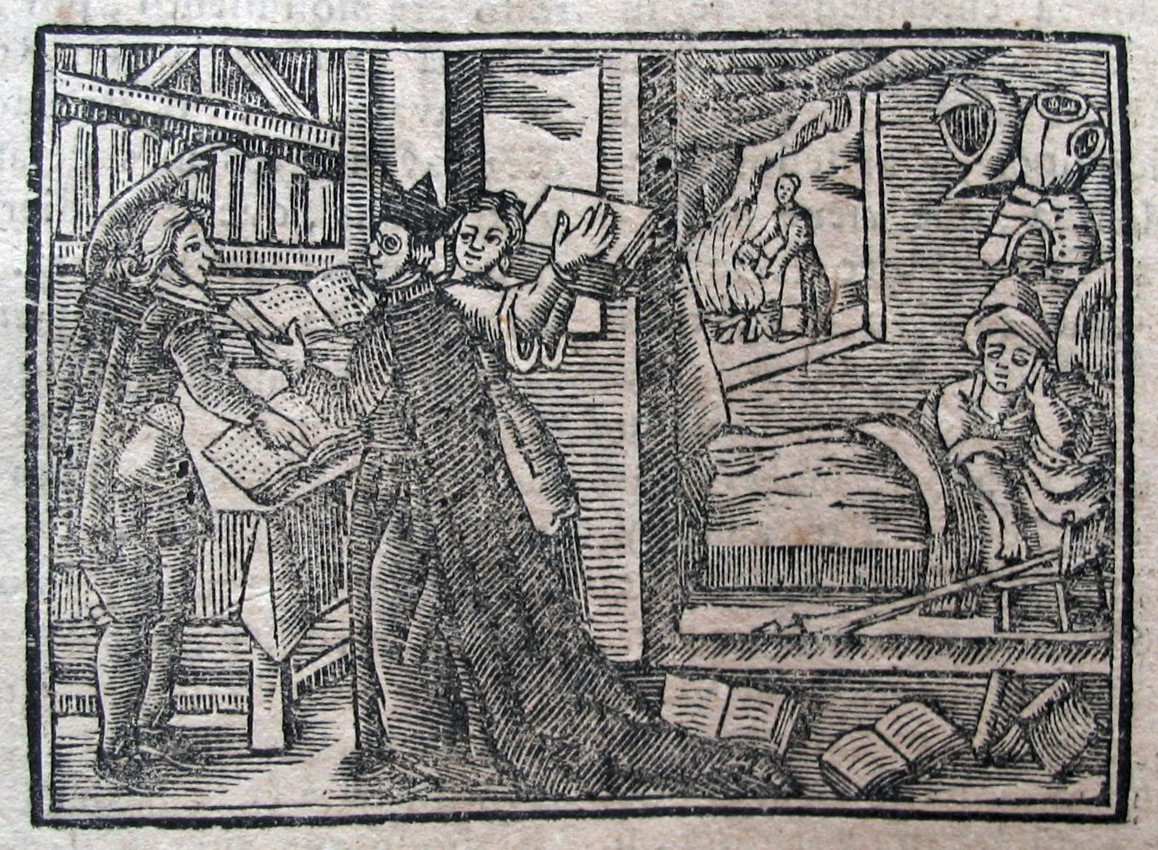
Grabado en madera de la edición de 1741, donde se representan la habitación donde duerme Don Quijote al mismo tiempo que en otra se realiza el "escrutinio".
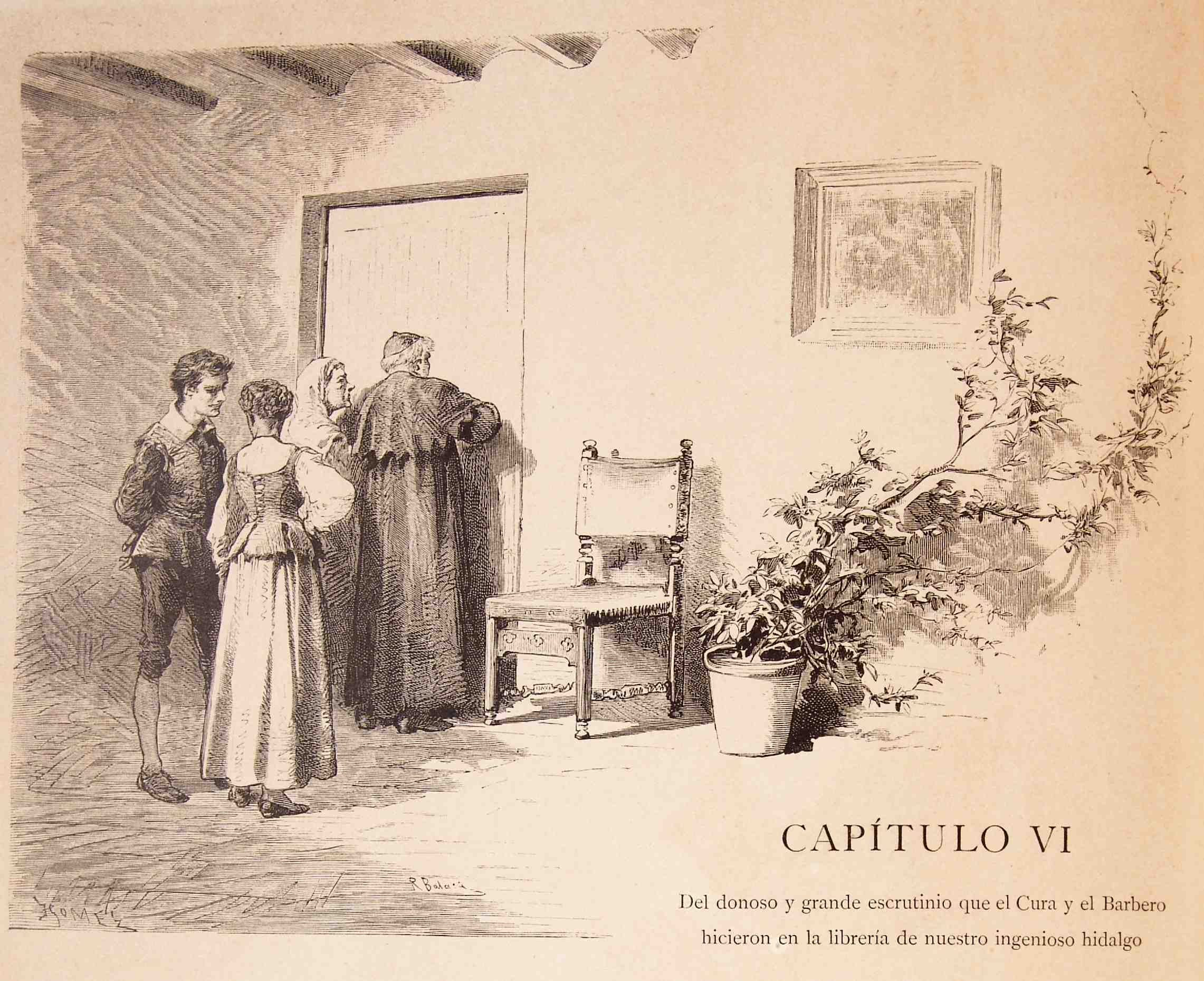
Ilustración de la escena en la que se abre con llave la estancia donde Don Quijote leía y guardaba los libros.
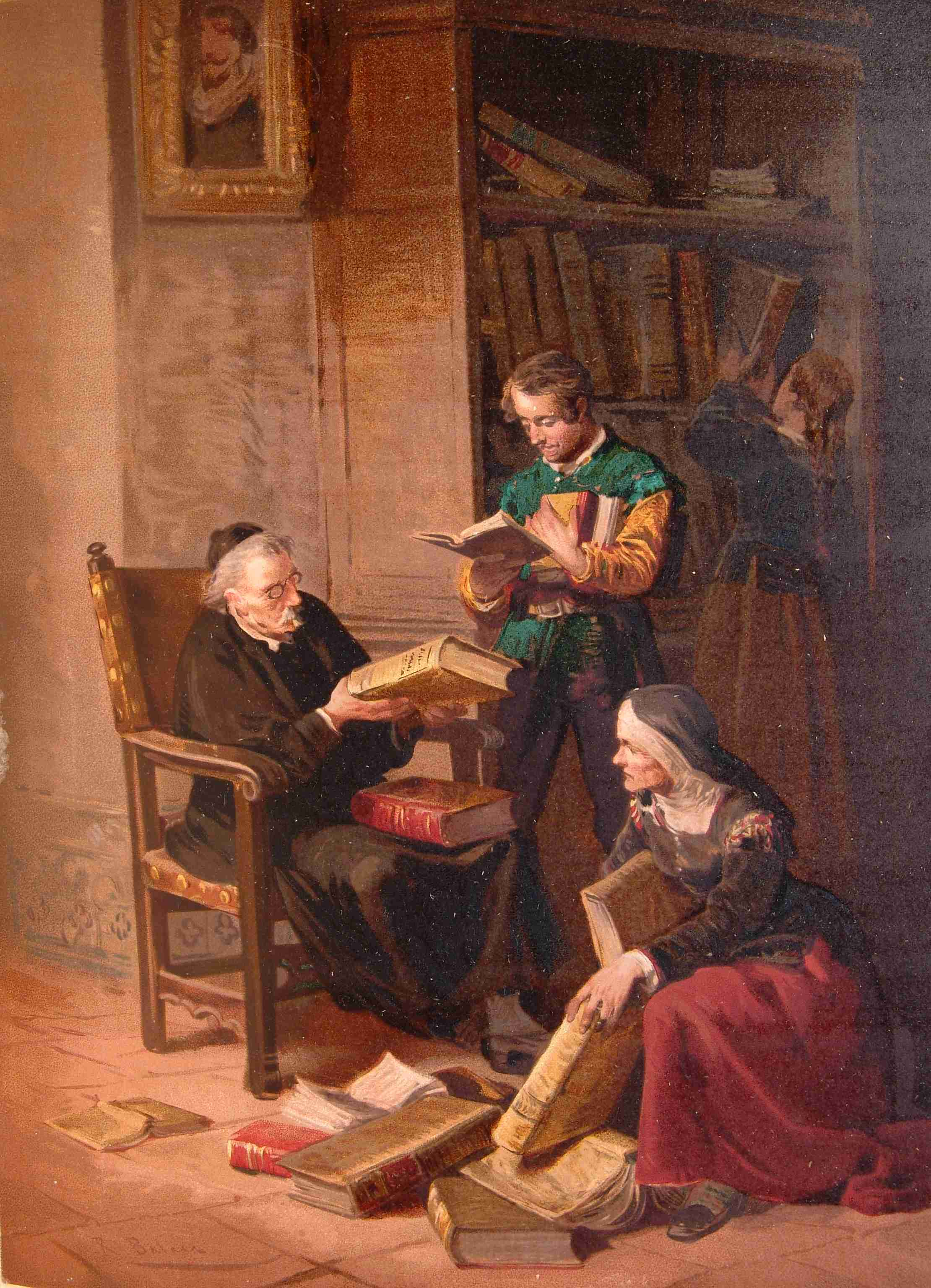
Ilustración coloreada de la escena del "escrutinio".

Otras escenas, en las que se busca cierta intimidad, tienen lugar en piezas que podrían identificarse con otra función, como cuando Don Quijote, en el palacio de los Duques, se niega a ser vestido en una gran sala: "dijo que diesen la camisa a Sancho; encerrándose con él en una cuadra donde estaba un rico lecho, se desnudó y vistió la camisa, y viéndose solo con Sancho..." Alguna estancia de la venta que se describe en el capítulo 59 de la Segunda Parte era un espacio más adecuado para que unos caballeros departieran con otros: "Los dos caballeros pidieron a don Quijote se pasase a su estancia a cenar con ellos, que bien sabían que en aquella venta no había cosas pertenecientes para su persona."
La utilización del término "gabinete" viene a España como galicismo, y se atestigua en el Diccionario de Autoridades en 1734. En el siglo XX, y probablemente antes, es ya de uso popular, tanto que se usa en esta canción, retahíla o juego infantil tradicional:

Una, dola, tela, catola. / Estaba la reina en su gabinete. / Vino Gil, apagó el candil, / candil, candilón, / justicia y ladrón, / cuenta las veinte, / que las veinte son.

## Inglaterra isabelina
En la época isabelina, el gabinete o estancia para el retiro privado se denominaba closet, la más reciente de una serie de estancias en que la gente acomodada se retiraba de la vida pública del núcleo familiar que había que mantener en el great hall a finales de la Edad Media.
Este sentido de la palabra closet se utilizaba en el género denominado closet drama, obras teatrales que no se representaban en público, sino en privado. De dos personas que mantenían una íntima conversación en privado se decía que estaban closetted (el término closeted tiene otro uso figurado en la actualidad -"estar en el armario"-). En su closet del Colegio de Christ Church (Oxford), Robert Burton escribió The Anatomie of Melancholy (1621).
El término cabinet se comenzó a utilizar para denominar a las strongrooms (cámaras acorazadas) para custodiar tesoros. Un ejemplo sería la coqueta tower strongroom de época isabelina en la abadía de Lacock. David Rizzio fue asesinado mientras cenaba con su presunta amante, María, reina de Escocia en un cabinet cuadrado de doce pies (menos de cuatro metros), con una pequeña cama baja y una mesa ("a cabinet abowte xii footes square, in the same a little low reposinge bedde, and a table").
Un raro caso de cabinet o closet que ha sobrevivido probablemente intacto con su contenido desde comienzos del siglo XVIII se conserva en Ham House (Richmond, Londres). Es un cuadrado de menos de diez pies (tres metros), y se comunica con la Long Gallery que mide unos cien pies de largo por veinte de ancho (treinta por seis metros), un impactante cambio de escala y atmósfera. Al tener una buena vista de la entrada principal de la casa (como también ocurre en una pieza similar de Chatsworth House), sirve para observar discretamente las idas y venidas. La mayor parte de las grandes casas o palacios anteriores a 1700 tienen tales habitaciones, pero no suelen ser mostradas en las visitas.

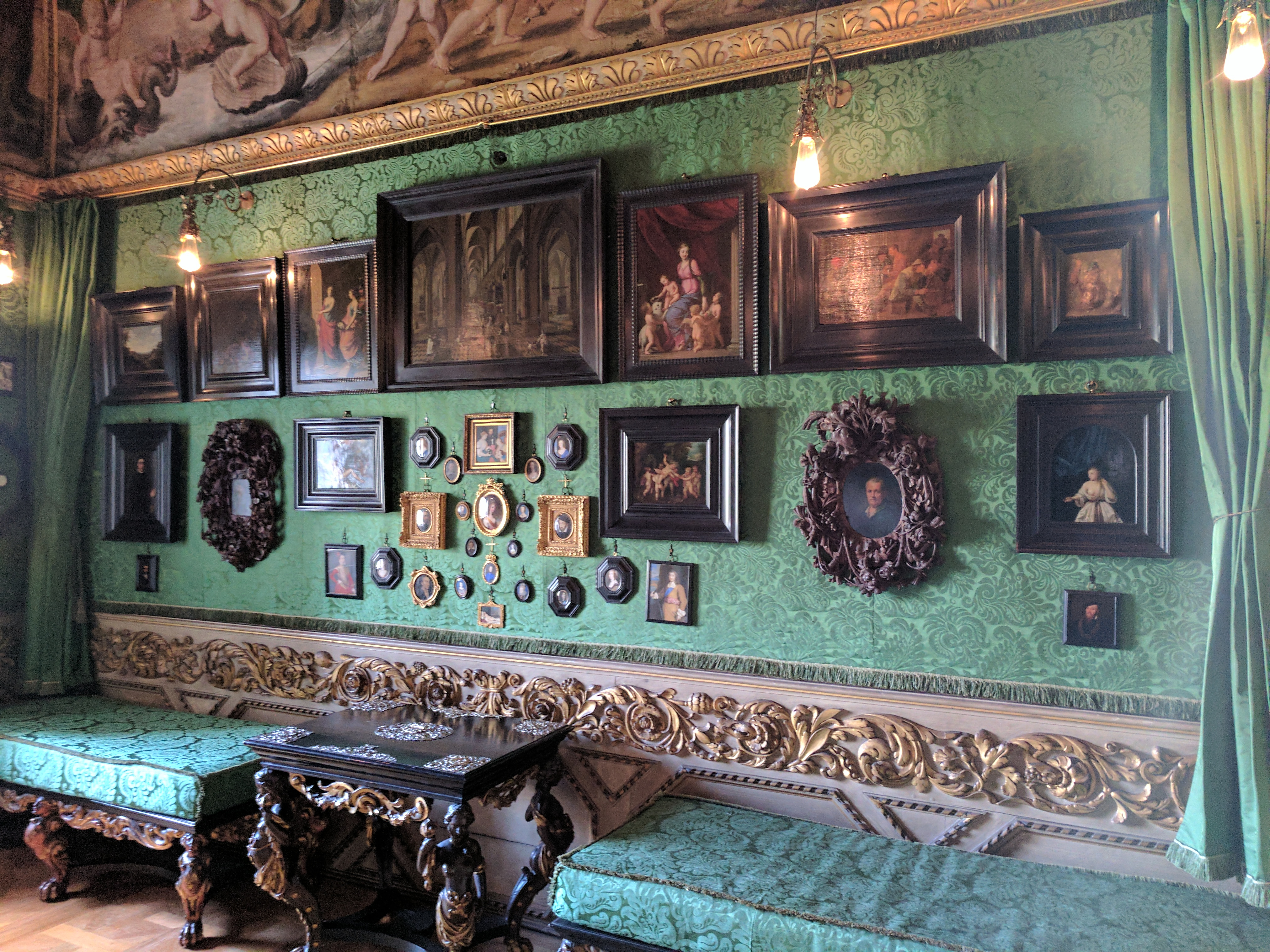
El Green Closet de Ham House.
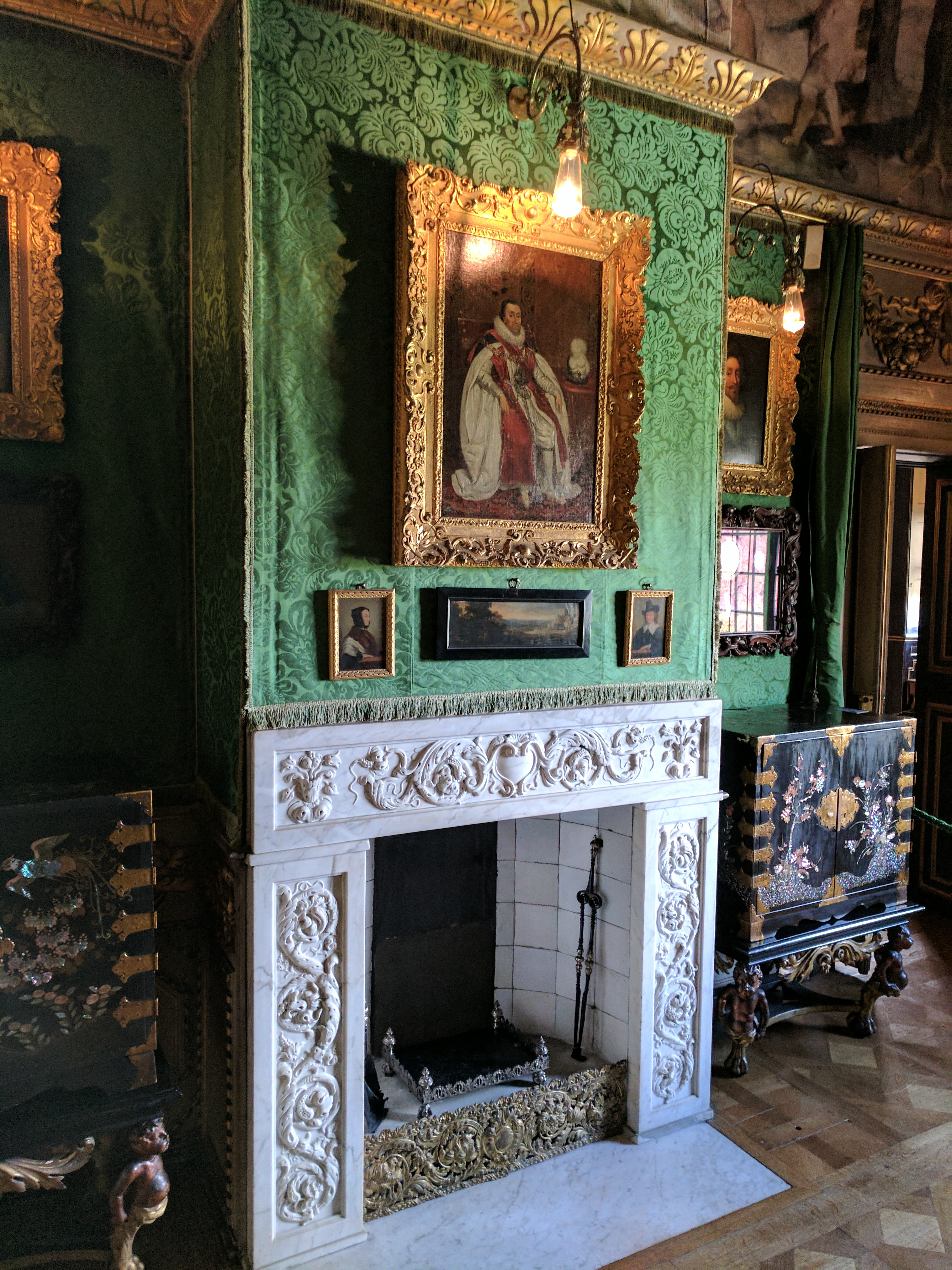
La chimenea del Green Closet de Ham House.
Techo del Green Closet de Ham House.
Biblioteca de Ham House.
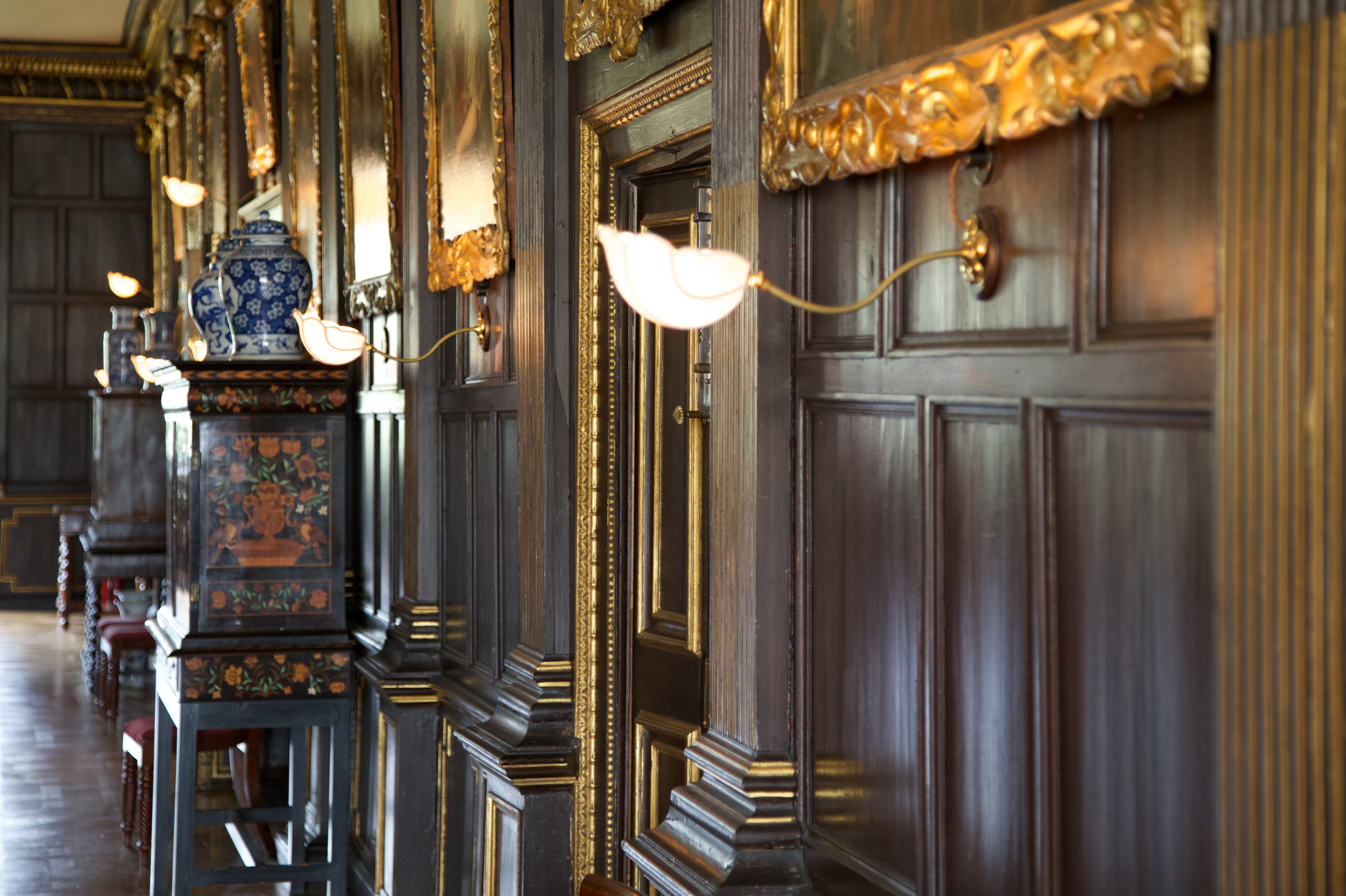
Detalle de la Long Gallery de Ham House.
Vista sur de la Long Gallery de Ham House.
Vista norte de la Long Gallery de Ham House.

### Gabinete como institución política
Desde el reinado de Jorge I, se denomina Cabinet (Gabinete del Reino Unido) a la institución que reúne a los miembros del gobierno del Reino Unido; y la denominación se ha extendido a la mayor parte de los países de habla inglesa, así como su calco en otros idiomas (concepto político de "gabinete"). Desde finales del siglo XVI se venían usando expresiones como cabinet counsel para referirse a los consejos dados en privado al rey. Francis Bacon utiliza en sus Essays (1605) la expresión para describir una costumbre extranjera que desaprueba: For which inconveniences, the doctrine of Italy, and practice of France, in some kings’ times, hath introduced cabinet counsels; a remedy worse than the disease ("por tales inconvenientes, la doctrina de Italia y práctica de Francia, en tiempo de algunos reyes, han introducido consejos de gabinete; un remedio peor que la enfermedad").
Carlos I comenzó a reunir formalmente un Cabinet Council desde su llegada al trono en  1625, como su Privy Council ("consejo privado"). Tal privacidad demostró no serlo suficiente, de modo que desde 1644 se denominaba cabinet a un cuerpo más restringido, que también se identificaba peyorativamente con dudosas prácticas extranjeras. El proceso se ha repetido en épocas posteriores, en que los líderes políticos han sentido la necesidad de reunir un Kitchen Cabinet ("gabinete en la cocina").
Inicialmente, en español el uso del término "gabinete" o "gabineto" se restringía inicialmente a ese concepto institucional o político, como recoge el Diccionario de Autoridades en su Tomo IV (1734): 

El Congresso o Junta en que se tratan las matérias más arcanas de Estado, en presencia del Soberano, para tomar las resoluciones convenientes al gobierno. Es voz moderna, tomada del Francés Cabinet. Latín. Privatus congressus ministrorum cum Principe. CIENF. Vid. de S. Borj. lib. 4. cap. 15. §. 1. En cuyo sublíme entendimiento las ciencias, las artes y las Musas tenian su más culto Gabineto.

## Barroco francés
En el gabinete tal como evolucionó en la arquitectura barroca francesa, la última de la serie estandarizada de habitaciones que constituían un apartamento barroco, las paredes se decoraron con ricas telas como fondo para las pinturas de gabinete, obras de pequeño formato, habitualmente sobre tabla o cobre, que requerían la mayor proximidad para ser apreciadas. Entre los temas de estas obras podían estar los cuadros devocionales. Las casas ricas, tanto burguesas como nobles, podían tener una serie de gabinetes.
En el palacio de Vaux-le-Vicomte, el arquitecto Louis Le Vau concibió un gabinete privado como una pequeña joya para el ministro de finanzas Nicolas Fouquet, que se revistió enteramente de panales de cristal veneciano; posteriormente, el Grand Cabinet del Palacio de Versalles tuvo un revestimiento similar, que fue reformado en el siglo XVIII para obtener un espacio aún más privado. Como observa Orest Ranum: the king's self-directed gaze was at once religious and narcissistic ("la mirada autodirigida del rey era a la vez religiosa y narcisista").
Versalles dispuso de un gran conjunto de gabinetes en filade para el rey, situados detrás y adyacentes a su dormitorio formal, el Petit appartement du roi (cabinet de garde-robe de Louis XVI, cabinet de la Pendule, cabinet des chiens, degré du roi, salle à manger des retours de chasses, pièce des buffets, cabinet intérieur du Roi, cabinet des Dépêches, pièce de la vaisselle d'or, cabinet de la cassette, bibliothèque de Louis XVI, salle à manger aux salles neuves, salle du billard, cabinet des jeux de Louis XVI, grand appartement du roi, cour des Cerfs, petite cour du Roi, cave du Roi, grand appartement du roi, salon du conseil, cabinet des bains, escalier, cabinet de la chaise, cabinet de la géographie, bibliothèque et cabinet de l'artillerie, terrasse). El gabinete era así el equivalente masculino del boudoir, y tanto en Versalles como en los palacios barrocos y grandes country houses inglesas que le imitaron, se disponían un apartamento paralelo para el consorte del rey o señor de la casa, a imitación del Petit appartement de la reine de Versalles (escalier, service de la Reine, valet du Roi, passage, cabinet de la chaise, oratoire, petite galerie, pièce des bains, grand cabinet intérieur, arrière cabinet, terrasse, escalier de la reine, grand appartement de la reine, ancien appartement de la marquise de Maintenon, appartement du Roi, cour du dauphin, cour de la reine).
Incluso en el más reducido espacio de una casa londinense, Samuel Pepys y su esposa disponían de una bedchamber y un "closet"; con un sitting room o "drawing room" común, pues ese era el mínimo que los usos sociales requerían. La denominación drawing no se deriva de drawing ("dibujar") sino de withdrawing ("retirar"), de las antiguas expresiones withdrawing room y withdrawing chamber, en uso hasta el siglo XVII. La primera aparición escrita de la expresión drawing room es de 1642.

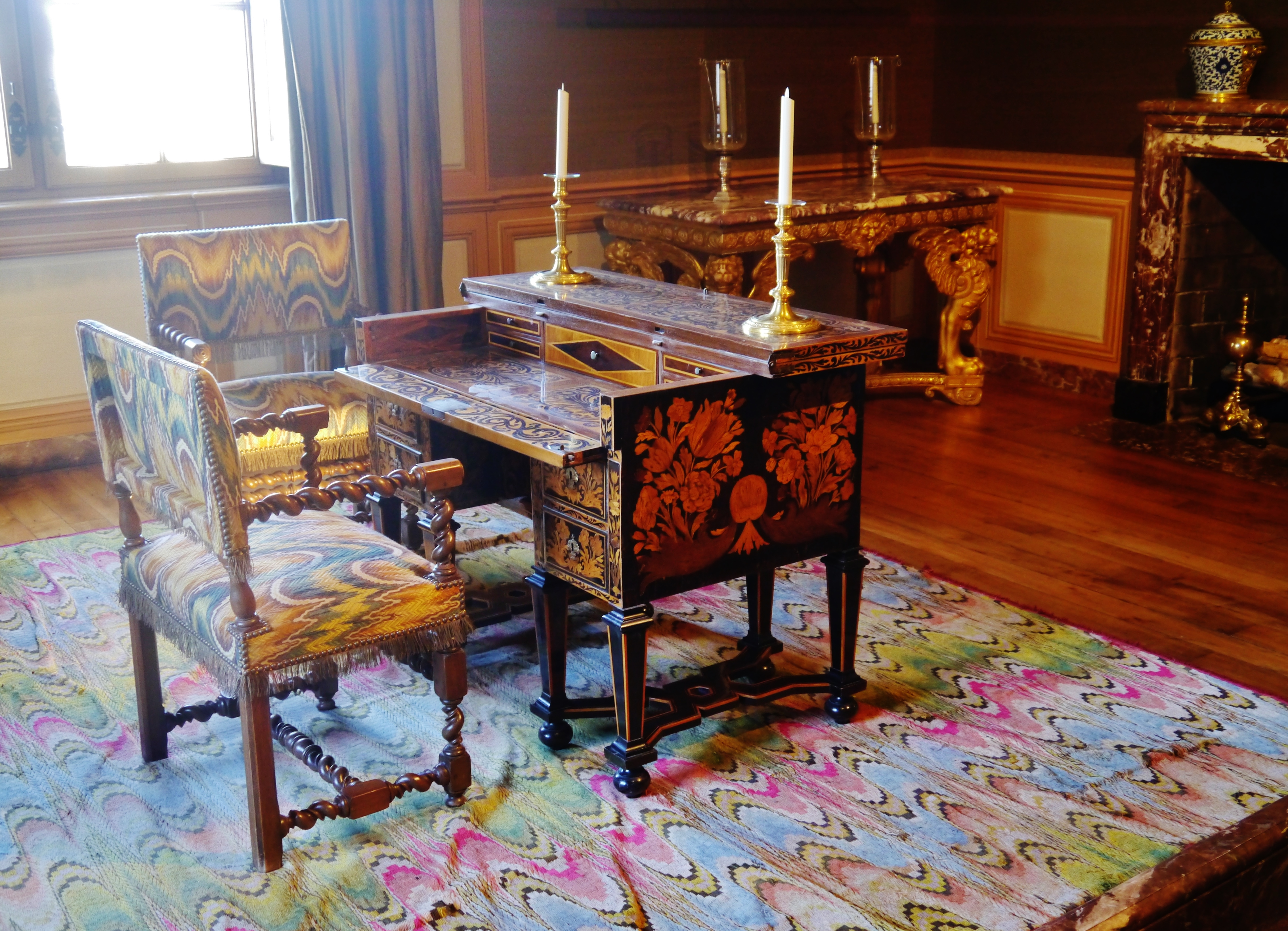
Cabinet de Travail de Antoine Fouquet en el Château de Vaux-le-Vicomte.
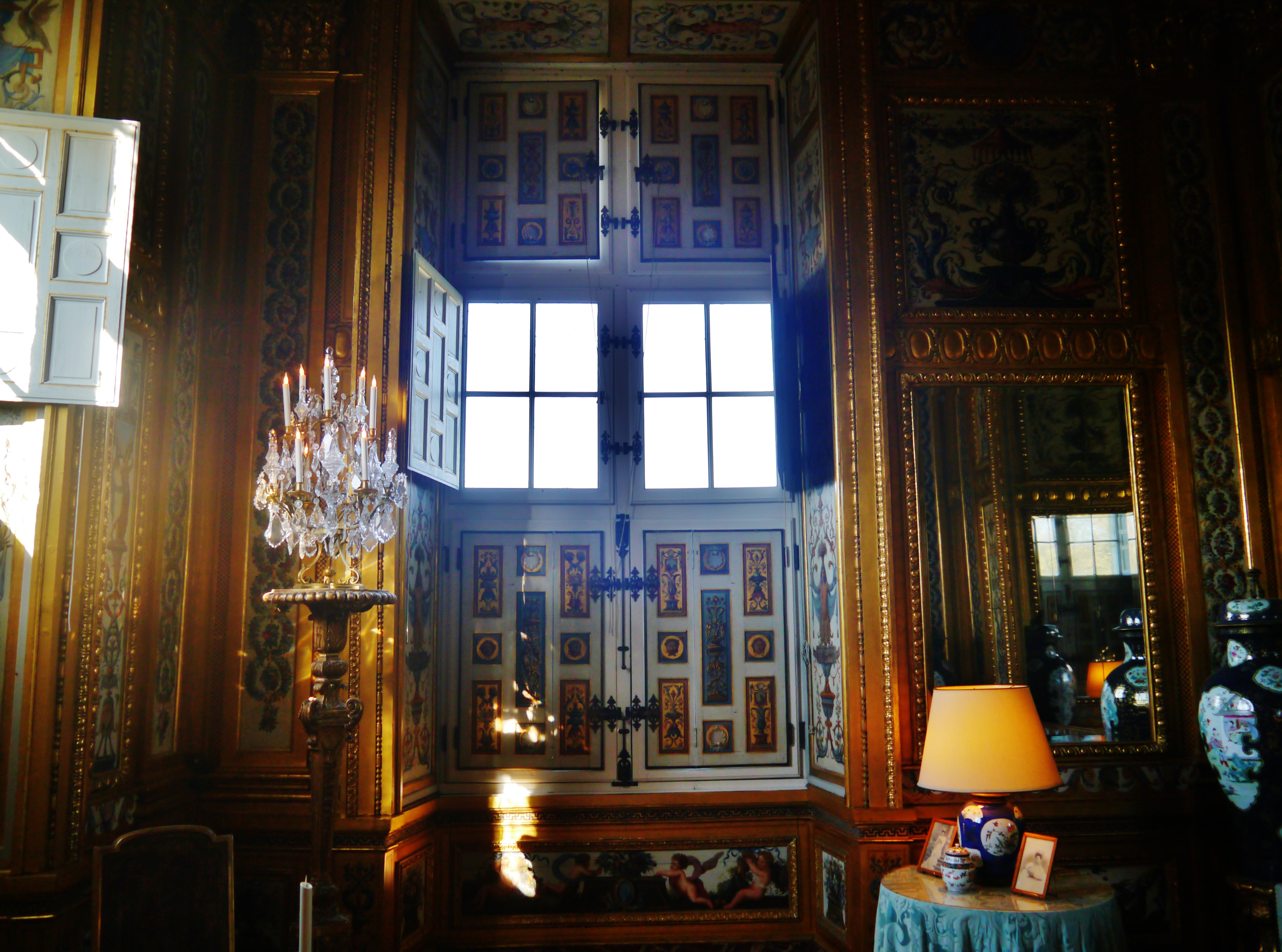
Cabinet des Jeux del Château de Vaux-le-Vicomte.
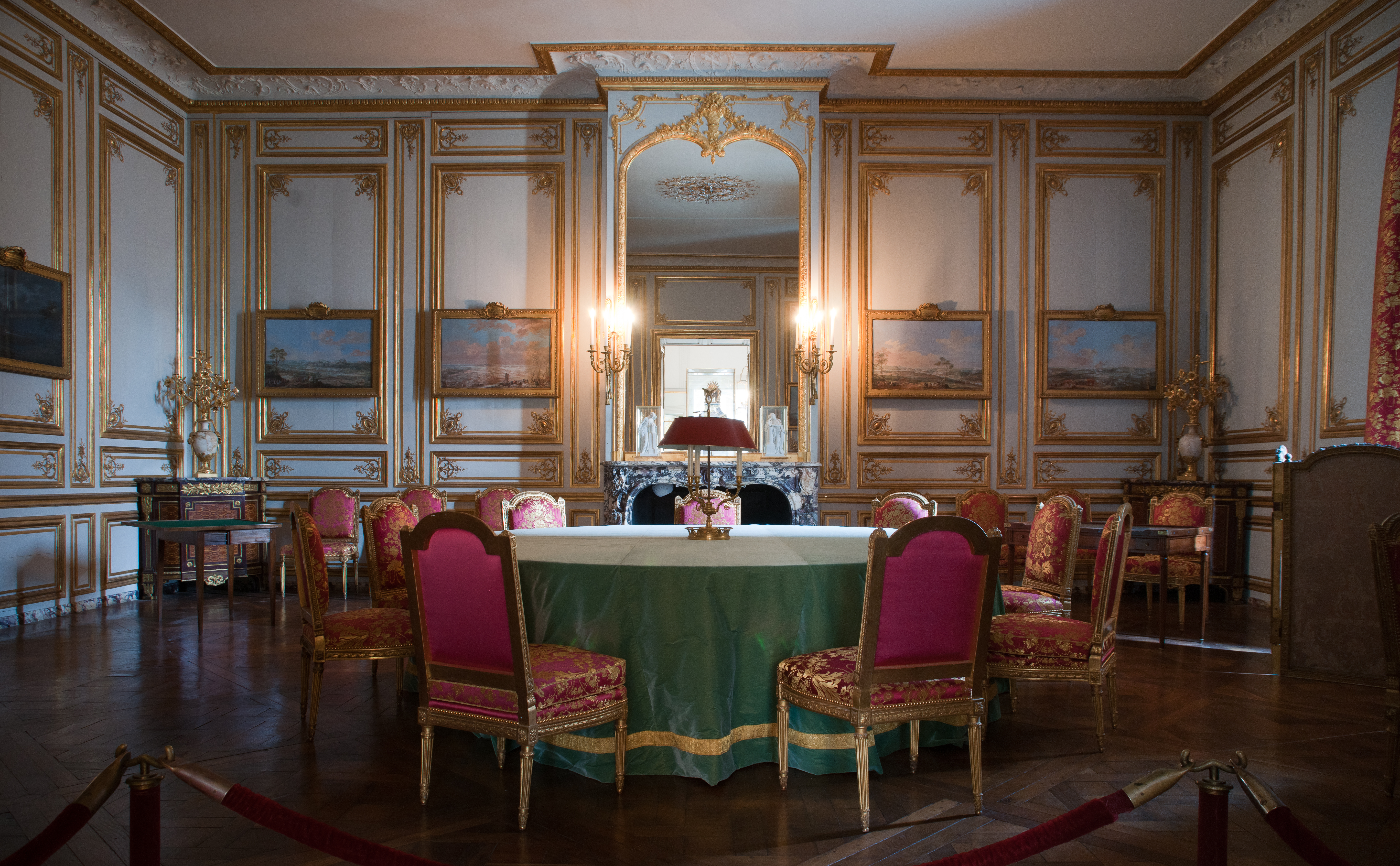
Cabinet des jeux del Petit appartement du roi del palacio de Versalles.
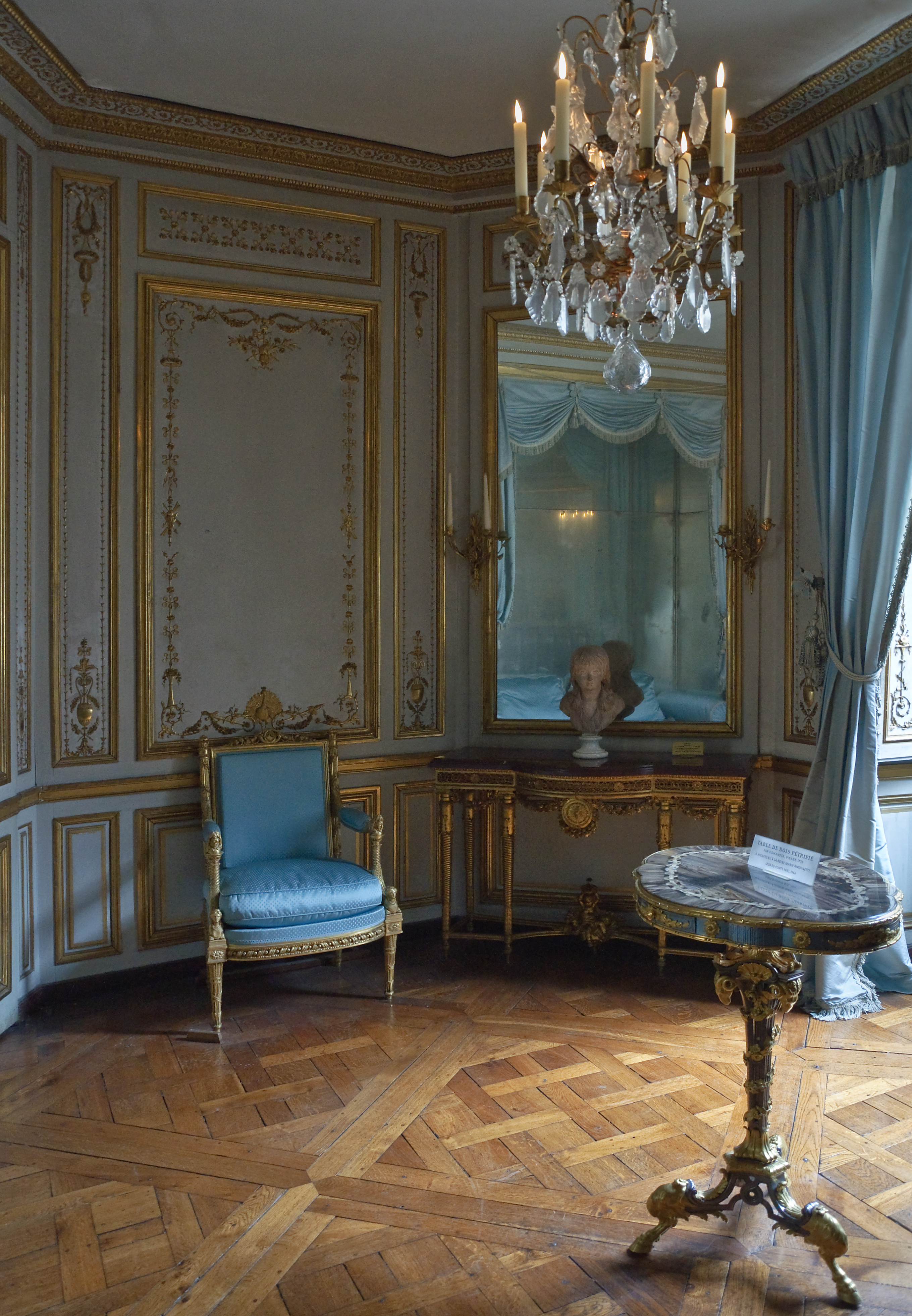
Cabinet Meridienne del Petit appartement de la reine de Versalles.
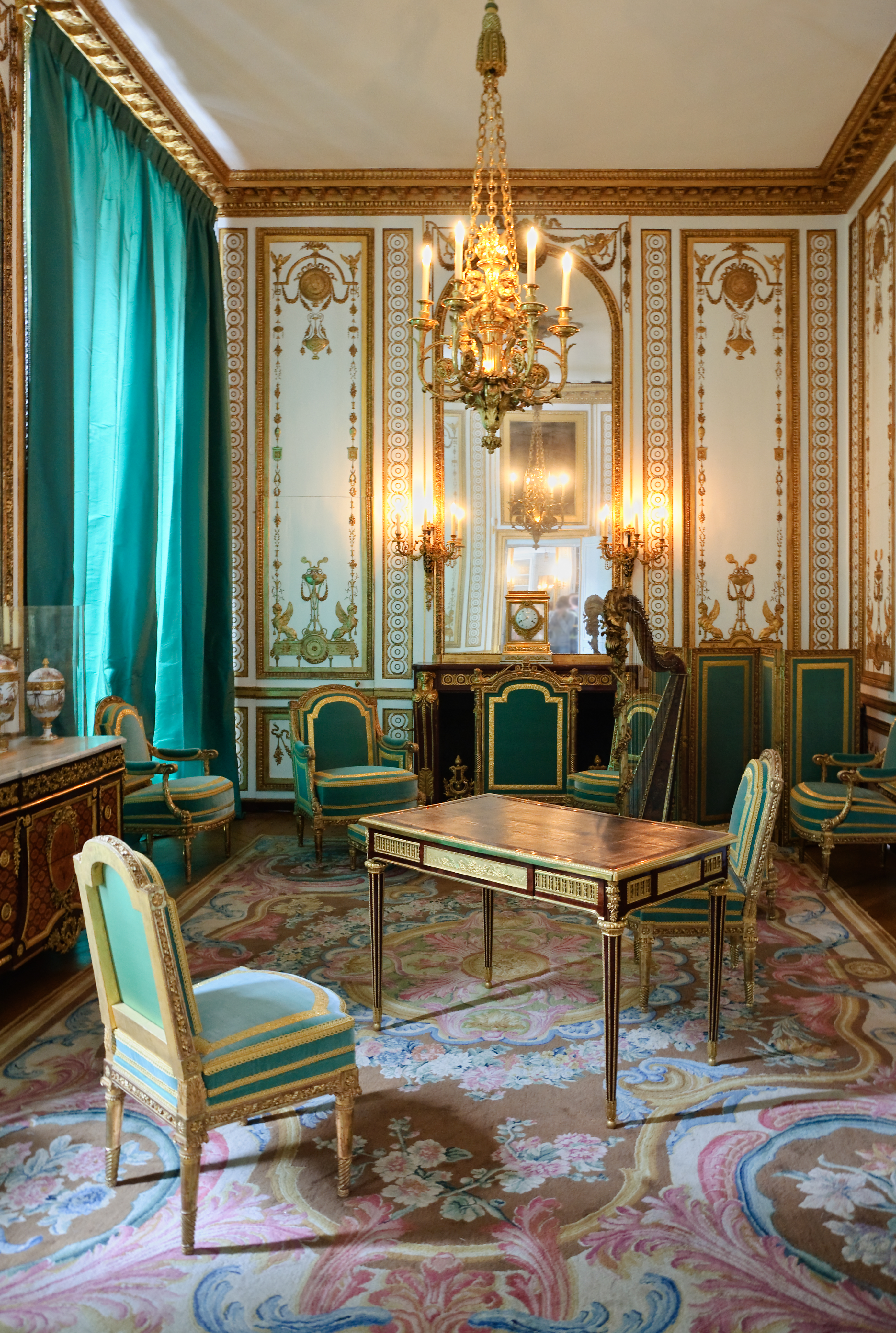
Cabinet doré del Petit appartement de la reine de Versalles.
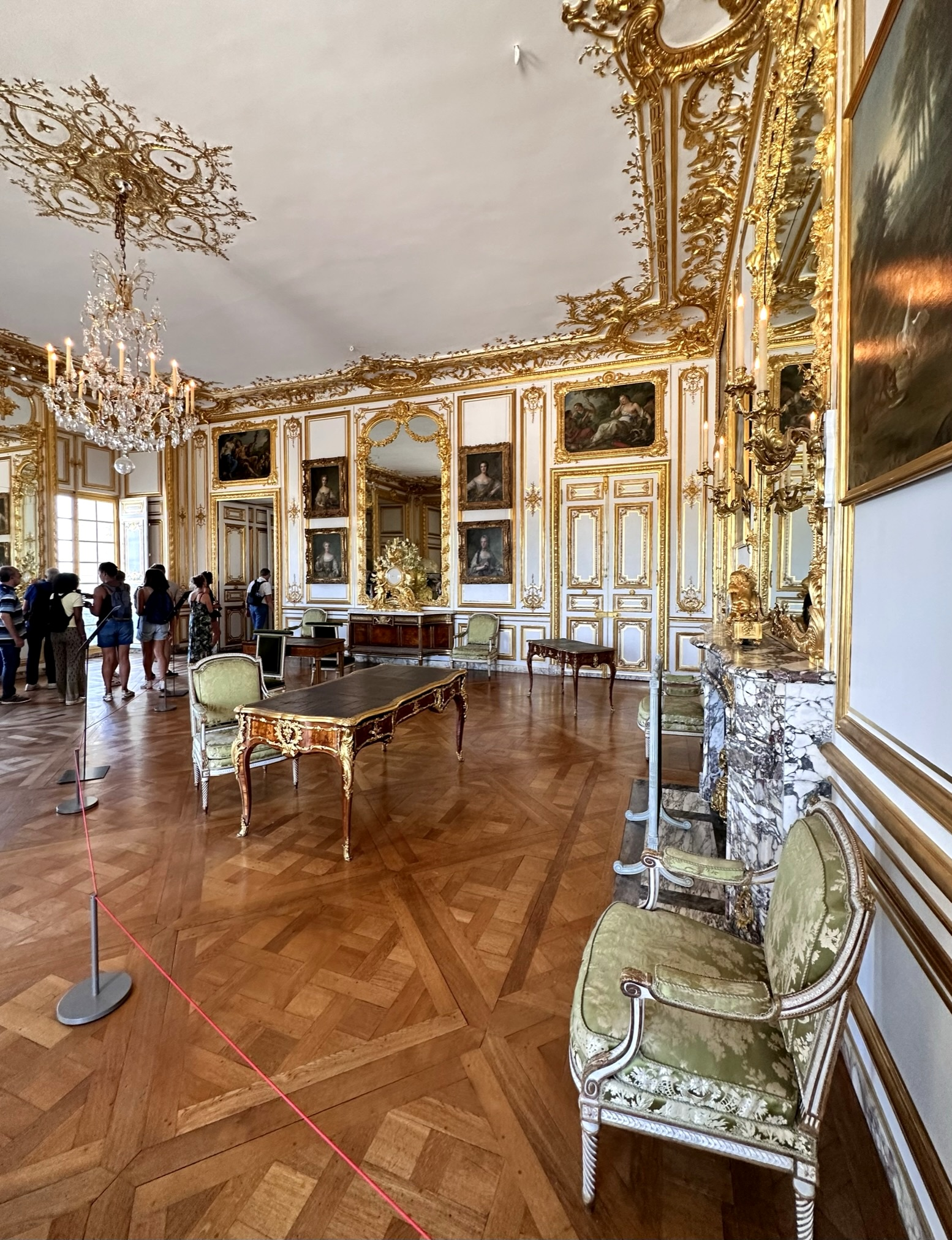
Grand cabinet du Dauphin de Versalles.
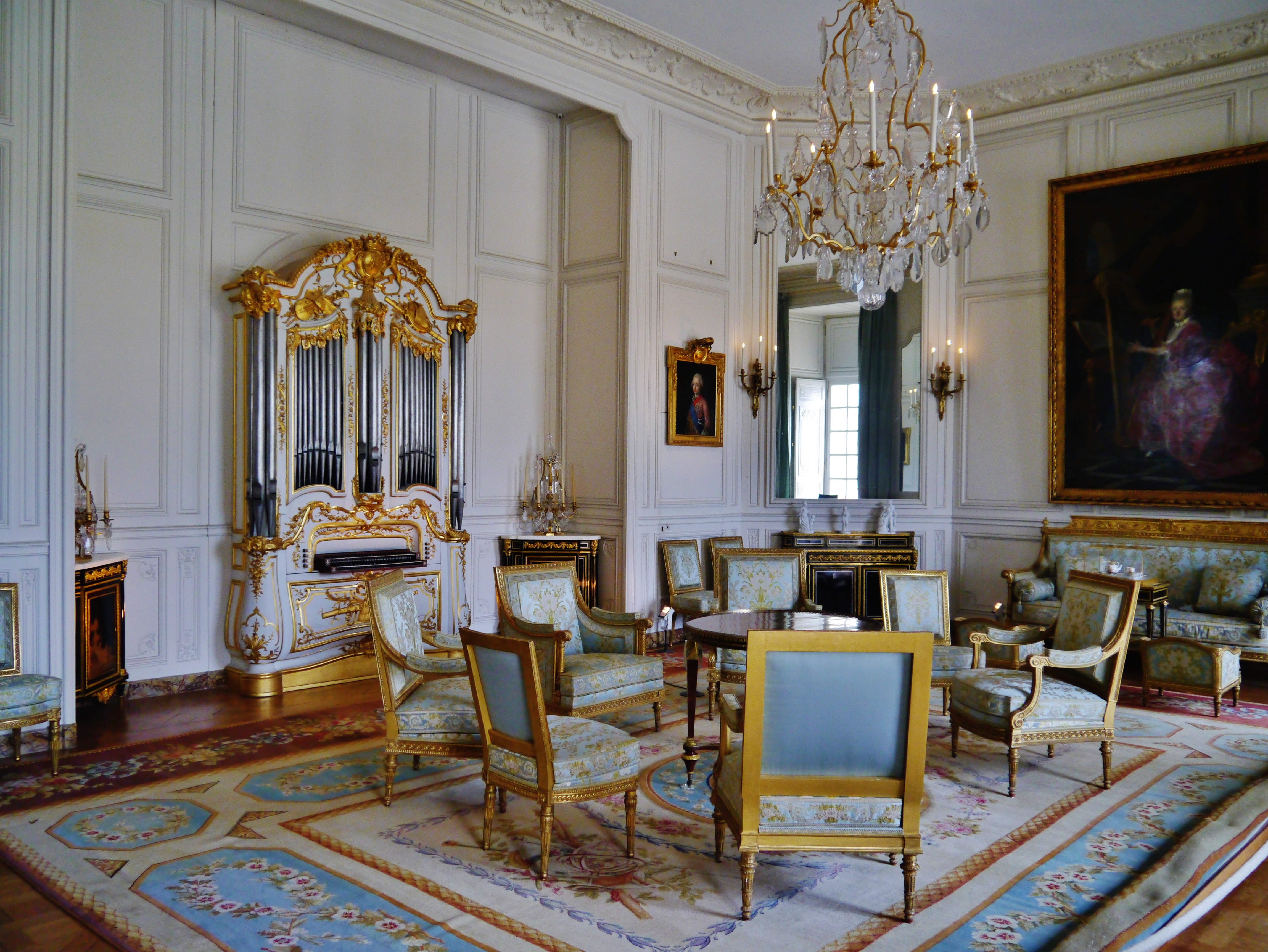
Grand cabinet de Madame Adélaïde de Versalles.
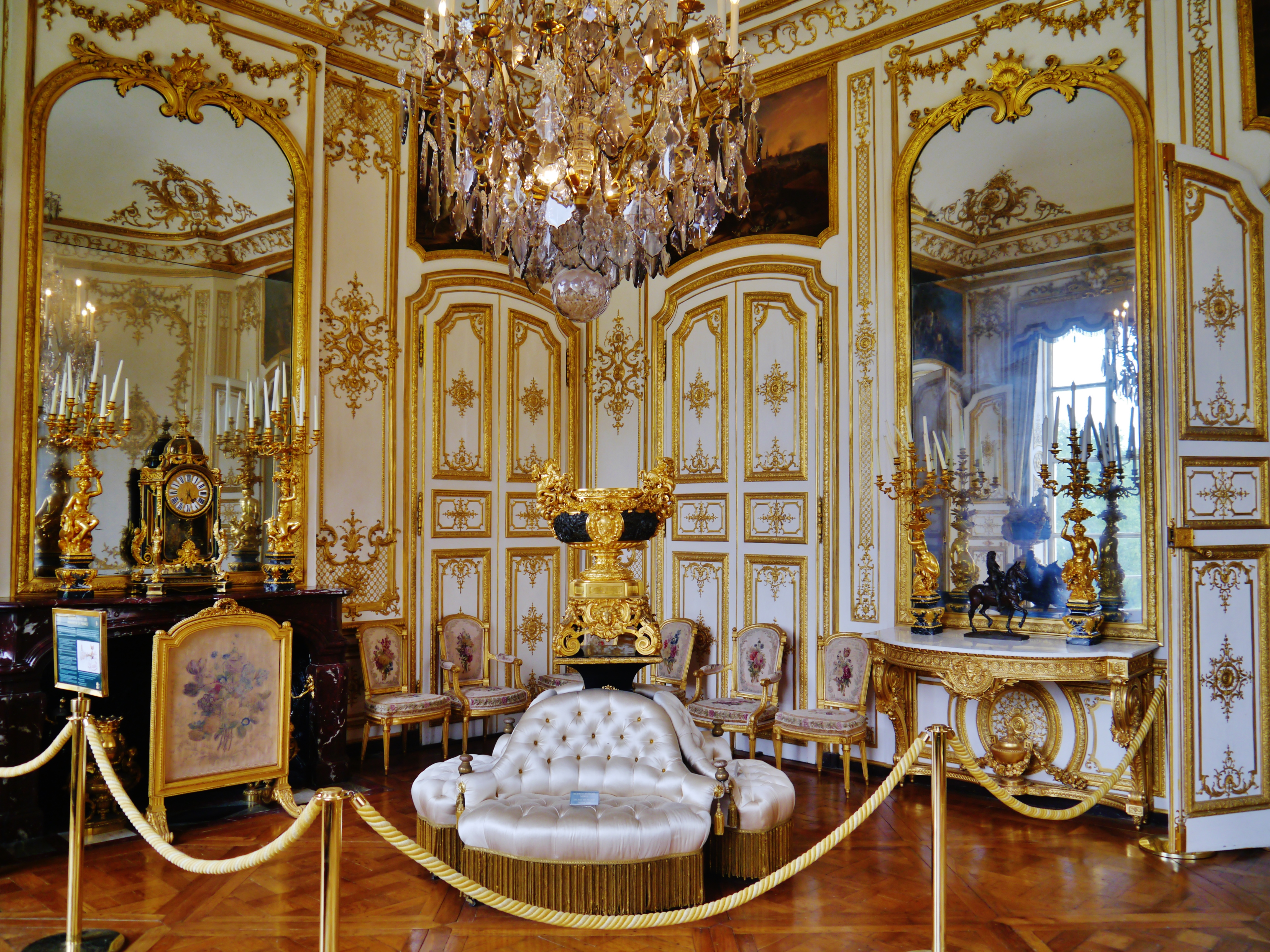
Grand Cabinet de Monsieur Le Prince del Château de Chantilly.

## Kemenateybohlenstube
El kemenate alemán, desde los siglos XIV y XV, es la habitación de reducidas dimensiones caldeada por una chimenea o estufa (estufa de cerámica), en todo caso menor que la gran chimenea que pudiera haber en la gran sala de uso común; puesto que su uso es más privado, para el señor de la casa y su familia, o los enfermos. El origen etimológico es el mismo de la palabra española "chimenea": la expresión latina camera caminata (habitación con fuego de hogar), de caminus ("horno", "fragua", "hogar"), que a su vez deriva del griego kaminus, con los mismos signifiados, de origen incierto. En Turingia, Sajonia y Hesse el nombre derivó para referirse a la tipología de casa torre de la zona.
Para mejorar el aislamiento térmico, las kemenate podían ser completamente revestidas con tablones de madera, denominándose bohlenstube, que a veces se decoraban con tallas o pinturas. La calefacción podía también provenir de una rauchküche ("cocina negra") situada en una planta inferior. En el casco antiguo de Braunschweig llegó a haber unas 150, de las que se conservan dos del siglo XIII: la Jakob-Kemenate y la Kemenate Hagenbrücke, aunque sin los revestimientos de madera originales. 

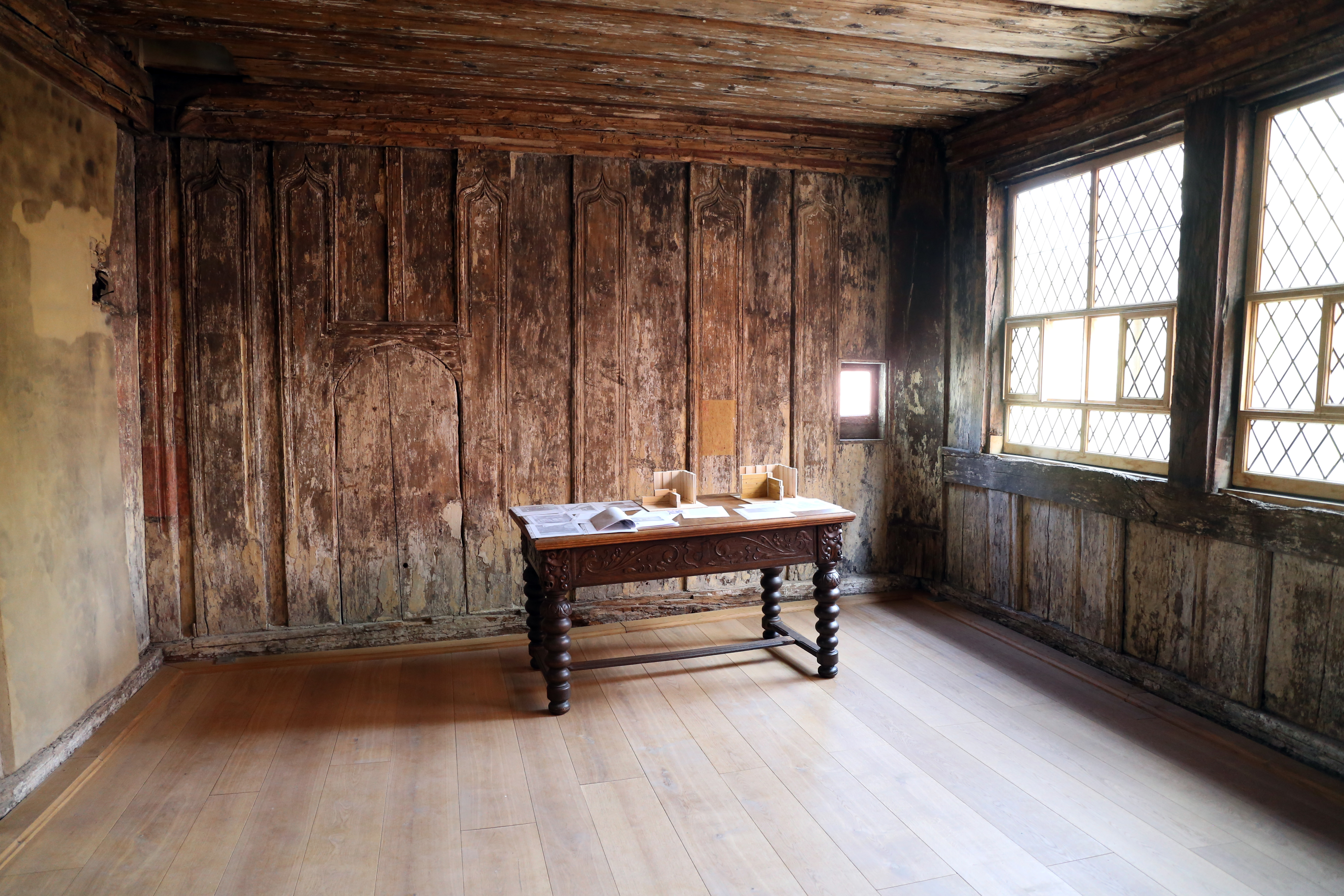
Bohlenstube de Haus Domstraße 12 (Nordhausen).
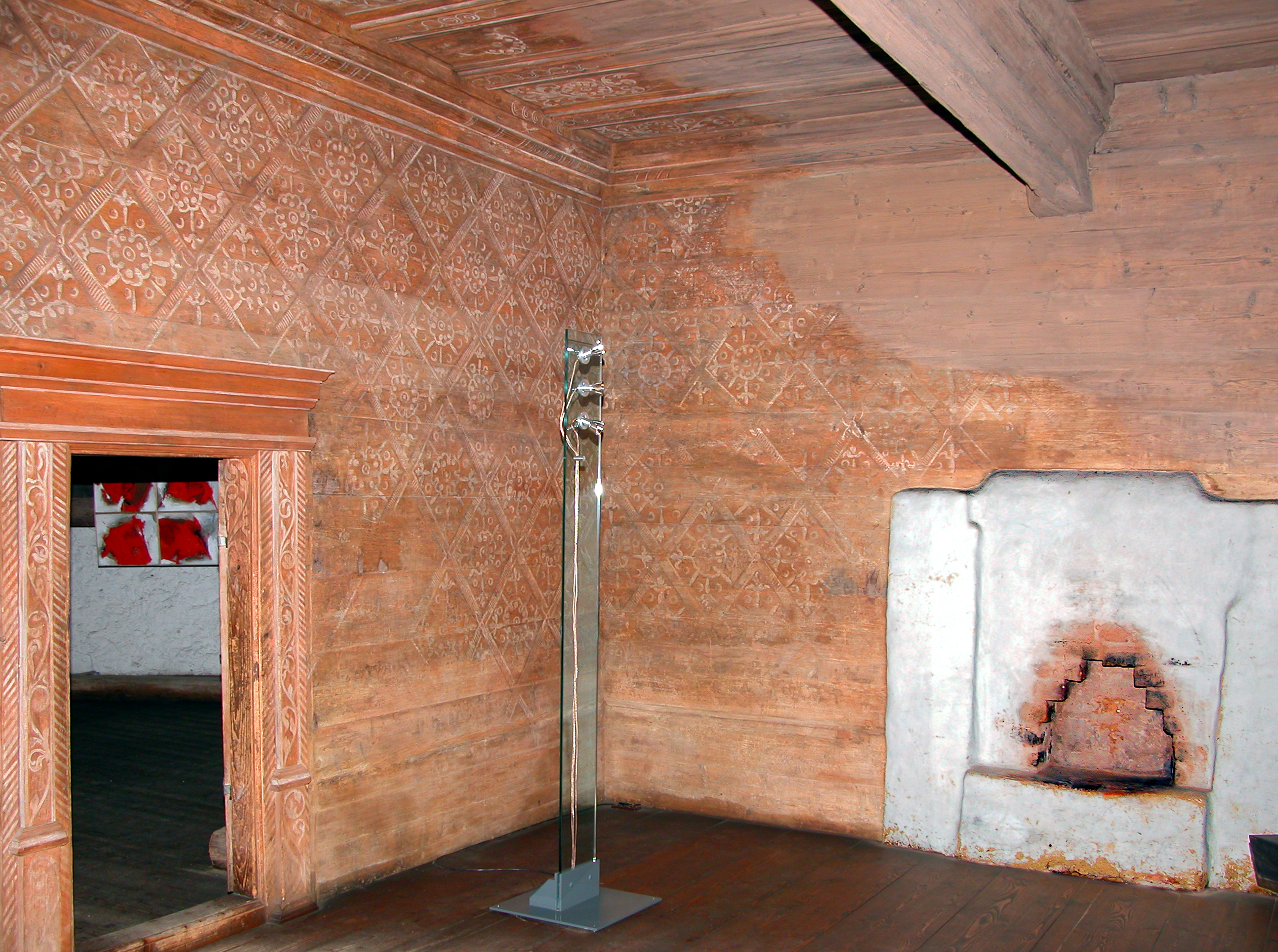
Bohlenstube de estilo gótico tardío en Burg Schönfels.
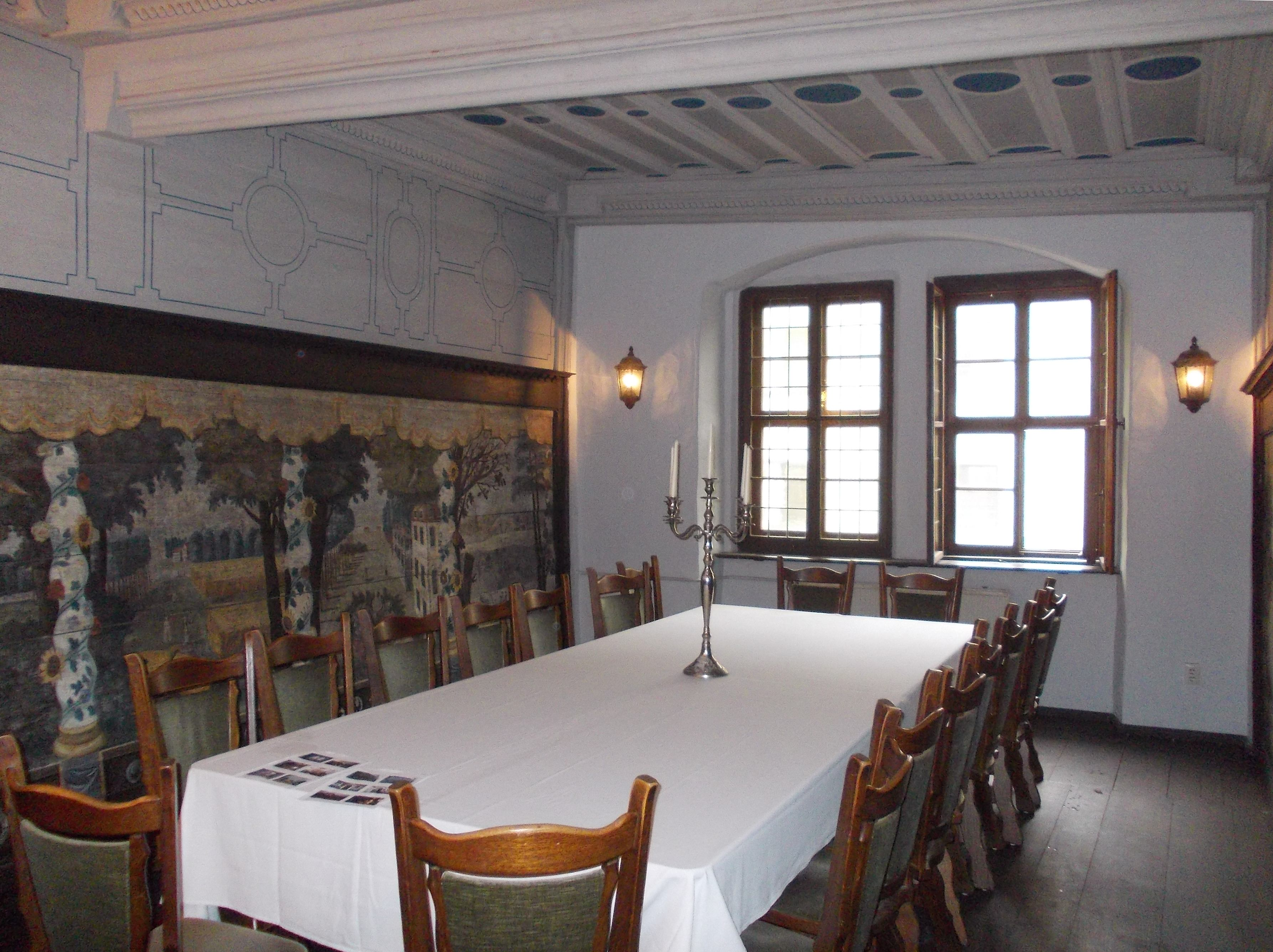
Bohlenstube del Renacimiento tardío al Barroco en una gasthof ("posada") de Goldenen Rose.
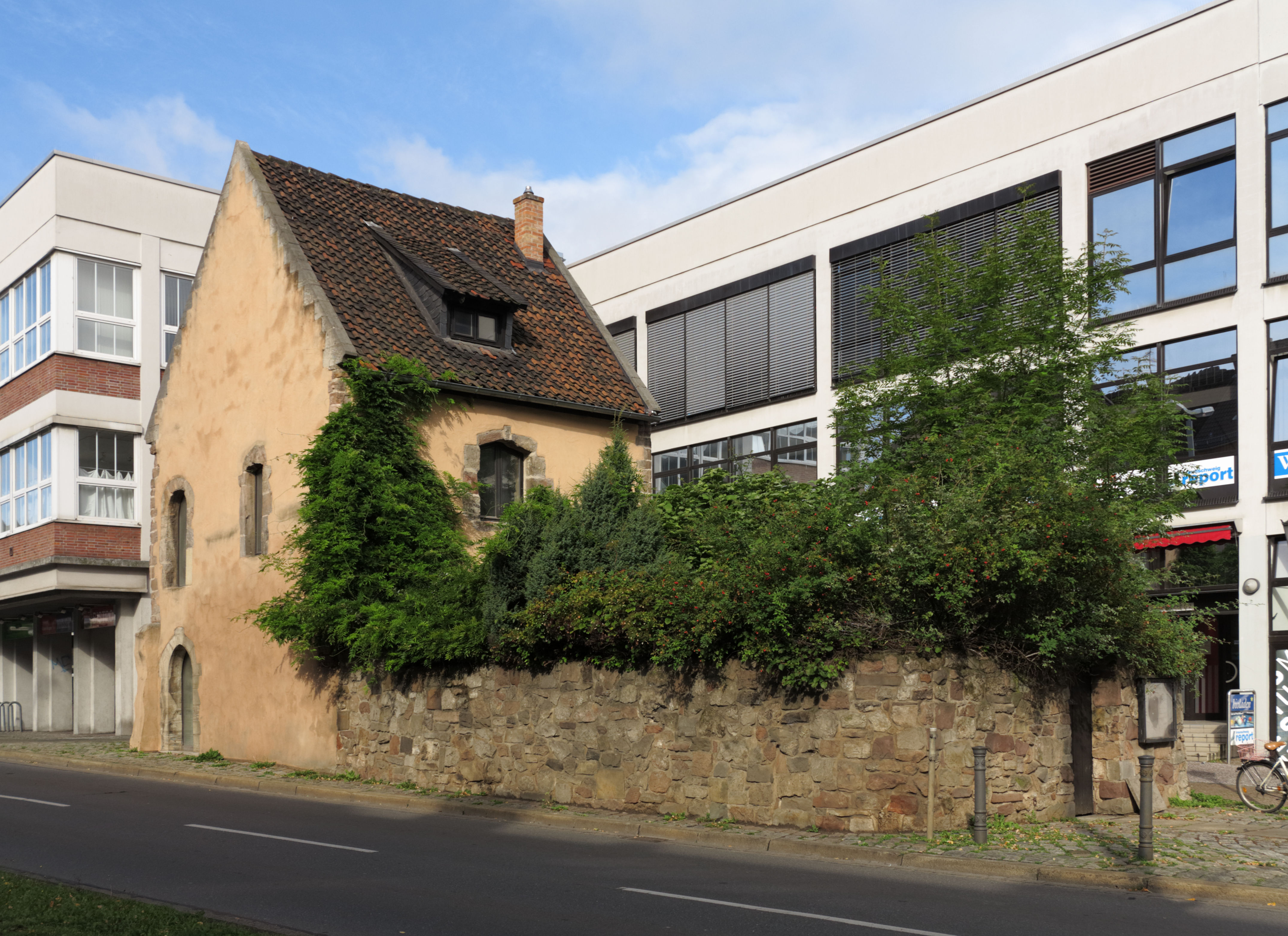
Kemenate Hagenbrücke.